# باب‌اسفنجی شلوارمکعبی
باب‌اسفنجی شلوارمکعبی (به انگلیسی: SpongeBob SquarePants) یک مجموعه پویانمایی تلویزیونی آمریکایی است که توسط مربی علوم دریایی و انیماتور، استیون هیلنبرگ ساخته شده است که اولین بار در نیکلودئون پس از جوایز منتخب کودکان ۱۹۹۹ در ۱ مه ۱۹۹۹ و به‌طور رسمی در ۱۷ ژوئیه ۱۹۹۹ پخش شد. این مجموعه شرح ماجراهای شخصیت باب‌اسفنجی و دوستان آبزی او در شهر زیر آب بیکینی باتم است.
بسیاری از ایده‌های این مجموعه از منطقه جزر و مدی، یک کتاب کمیک آموزشی منتشر نشده که هیلنبرگ در سال ۱۹۸۹ برای آموزش زندگی در زیر دریا به دانش‌آموزانش خلق کرد، سرچشمه گرفت. هیلنبرگ در سال ۱۹۹۲ به عنوان یک هنرمند در زندگی مدرن روکو به نیکلودئون پیوست. پس از کنسل شدن روکو در سال ۱۹۹۶، در همان سال شروع به توسعه باب‌اسفنجی در یک مجموعه تلویزیونی کرد و در سال ۱۹۹۷، یک طرح هفت دقیقه‌ای به نیکلودئون ارائه شد. مدیران شبکه می‌خواستند باب‌اسفنجی یک کودک در مدرسه باشد، اما هیلنبرگ ترجیح داد باب‌اسفنجی یک شخصیت بزرگسال باشد. او آماده بود که سریال را رها کند، اما با ایجاد یک مدرسه قایق‌رانی به خطر افتاد تا باب‌اسفنجی بتواند در بزرگسالی به مدرسه برود.
تنها یک ماه پس از نمایش آن در سال ۱۹۹۹، این مجموعه به بالاترین امتیاز و پربیننده‌ترین برنامه صبح شنبه در آن سال تبدیل شد و پوکمون را شکست داد، و یک موفقیت اولیه برای نیکلودئون بود. این مجموعه مورد تحسین منتقدان جهانی قرار گرفت و در فصل دوم آن محبوبیت زیادی کسب کرد. از سال ۲۰۱۹، این مجموعه پنجمین مجموعه پویانمایی آمریکایی است که بیشترین مدت را در بر‌می‌گیرد. محبوبیت این مجموعه، آن را به یک فرنچایز چندرسانه‌ای، پرامتیازترین مجموعه نیکلودئون و سودآورترین مالکیت معنوی برای پارامونت تبدیل کرده است. تا سال ۲۰۱۹، این مجموعه بیش از ۱۳ میلیارد دلار درآمد تجاری ایجاد کرده‌است.
در مجموع چهارده فصل از این مجموعه پخش شده است و الهام بخش سه فیلم بلند است: فیلم باب‌اسفنجی شلوارمکعبی (۲۰۰۴)، فیلم باب‌اسفنجی: اسفنج بیرون از آب (۲۰۱۵)، فیلم باب‌اسفنجی: اسفنج فراری (۲۰۲۰). دو مجموعه اسپین‌آف، کمپ کورال: سال‌های کودکی باب‌اسفنجی و شوی پاتریک ستاره، در سال ۲۰۲۱ نمایش داده شد. از فوریه ۲۰۲۲، چهار فیلم دیگر برنامه‌ریزی شده است: فیلم اسپین‌آف سه شخصیت برای پارامونت پلاس و نتفلیکس و یک فیلم سینمایی باب‌اسفنجی. فصل چهاردهم مجموعه اصلی در مارس ۲۰۲۲ اعلام شد و در نوامبر ۲۰۲۳ پخش شد. در سپتامبر ۲۰۲۳، مجموعه برای فصل پانزدهم تمدید شد.
باب‌اسفنجی شلوارمکعبی برنده جوایز مختلفی از جمله شش جایزه آنی، هشت جایزه قرقره طلایی، چهار جایزه امی، دو جایزه بفتا کودکان و یک رکوردشکنی بیست جوایز برگزیده کودکان، یک برادوی موزیکال بر اساس آن در سال ۲۰۱۷ با تحسین منتقدان اکران شد. این مجموعه همچنین به عنوان یک سنگ محک فرهنگی نسل زد شناخته می‌شود.

## فرضیه

### شخصیت‌ها

شخصیت‌های اصلی مجموعه. ردیف بالا، از چپ به راست: پرل، پلانکتون، کارن. ردیف پایین: سندی، آقای خرچنگ، باب‌اسفنجی، اختاپوس، گری، پاتریک و خانم پاف.

این مجموعه حول محور شخصیت اصلی و گروهی از دوستان آبزی او می‌چرخد. باب‌اسفنجی شلوارمکعبی، یک اسفنج دریایی زرد رنگ پرانرژی و خوش‌بین است که در یک آناناس غوطه‌ور زندگی می‌کند. باب‌اسفنجی شور و شوق کودکانه‌ای برای زندگی دارد که در شغل خود به عنوان آشپز سرخ‌کن در یک رستوران فست فود به نام کراستی کراب ادامه می‌یابد. یکی از بزرگترین اهداف زندگی او، دریافت گواهینامه قایق‌رانی از مدرسه قایق‌رانی خانم پاف است، اما او هرگز موفق نمی‌شود. سرگرمی‌های موردعلاقه او شامل «شکار عروس دریایی» است که شامل گرفتن عروس دریایی با تور به روشی مشابه پروانه است، و دمیدن حباب‌های صابون به شکل‌های پیچیده. او یک حلزون دریایی خانگی با صدف صورتی و بدن آبی به نام گری دارد که مانند یک گربه میو میو می‌کند.
پاتریک ستاره، بهترین دوست باب‌اسفنجی، یک ستاره دریایی صورتی رنگ احمق اما دوستانه است که زیر یک سنگ و دو خانه دورتر از باب‌اسفنجی زندگی می‌کند. با وجود عقب‌ماندگی ذهنی، پاتریک خود را باهوش می‌بیند. اسکوئیدوارد یا اختاپوس، همسایه کناری باب‌اسفنجی و همکار او در کراستی کراب، یک هشت‌پا مغرور و بدخلق است که در یک موآی جزیره ایستر زندگی می‌کند. او از نواختن کلارینت و نقاشی پرتره‌های خود لذت می‌برد اما از شغل خود به عنوان صندوقدار متنفر است. او به دلیل طبیعت کودکانه باب‌اسفنجی و پاتریک، از زندگی بین آنها متنفر است. صاحب کراستی کراب، یک خرچنگ قرمز خسیس و حریص به نام آقای خرچنگ است که مانند یک ملوان صحبت می‌کند و رستوران خود را اداره می‌کند که گویی یک کشتی دزدان دریایی است. او یک والد مجرد با یک دختر نوجوان، یک نهنگ عنبر خاکستری به نام پرل، است که می‌خواهد ثروت خود را به او وصیت کند. پرل نمی‌خواهد تجارت خانوادگی را ادامه دهد و ترجیح می‌دهد وقت خود را صرف گوش دادن به موسیقی یا کار در مرکز خرید محلی کند. یکی دیگر از دوستان باب‌اسفنجی، سندی چیکس، یک سنجاب ماجراجو و ورزشکار از تگزاس است که برای تنفس زیر آب از یک لباس غواصی پر از هوا استفاده می‌کند. او در یک درخت محصور در یک گنبد شیشه‌ای شفاف قفل شده توسط یک مهر و موم ضد هوا و دست‌چرخان زندگی می‌کند و در کاراته ماهر است.
در سمت مقابل رستوران کراستی کراب، یک رستوران رقیب ناموفق به نام چام باکت قرار دارد. این رستوران توسط یک پاروپا کوچک، سبز و یک چشم به نام پلانکتون و همسر کامپیوتری او، کارن اداره می‌شود. پلانکتون دائماً سعی می‌کند دستور پخت مخفی ساندویچ‌های کرابی پتی محبوب آقای خرچنگ را بدزدد تا برتری پیدا کند و کراستی کراب را از کار بیندازد. کارن طرح‌های شیطانی برای به دست آوردن فرمول به او می‌دهد، اما تلاش‌های آنها همیشه شکست می‌خورد و رستوران آنها به ندرت مشتری دارد. وقتی باب‌اسفنجی در کراستی کراب کار نمی‌کند، اغلب درحال گرفتن کلاس‌های قایق‌رانی از خانم پاف، یک بادکنک‌ماهی پارانوئید اما صبور است. باب‌اسفنجی سخت‌کوش‌ترین دانش‌آموز خانم پاف است و پاسخ تمام امتحانات شفاهی را که می‌دهد می‌داند، اما وقتی سعی می‌کند یک قایق واقعی را براند، دچار وحشت می‌شود و تصادف می‌کند. وقتی خانم پاف یکی از تصادفات باب‌اسفنجی را تحمل می‌کند یا به نوعی می‌ترسد، او مانند یک توپ باد می‌شود.
یک شخصیت نامرئی به نام راوی فرانسوی اغلب قسمت‌ها را معرفی می‌کند و عنوان‌های میان‌نویس را به گونه‌ای روایت می‌کند که گویی مجموعه یک مستند طبیعت درباره اقیانوس است. نقش او و شیوه خاص صحبت کردن او، اشاره‌ای به ژاک-ایو کوستو، اقیانوس‌شناس است.
شخصیت‌های مهمان تکراری در طول مجموعه ظاهر می‌شوند، از جمله: ابرقهرمانان بازنشته مرد دریا و پسر صدفی، که توسط باب‌اسفنجی و پاتریک مورد احترام قرار می‌گیرند؛ یک شبح دزد دریایی معروف به داچمن پرنده؛ نجات‌دهنده عضلانی گو لاگون، لری خرچنگ، و خدای دریامرد اقیانوس، پادشاه نپتون. همچنین تنوع زیادی از شخصیت‌ها وجود دارند که به عنوان شخصیت‌های اصلی پس‌زمینه برای نمایش ساخته می‌شوند و تقریباً در هر قسمت حضور دارند. آنها هر کدام به عنوان «تصادفی» به دنبال شماره مدل داده شده خود نامگذاری می‌شوند. نام‌ها، مشاغل، شخصیت‌ها، روابط، صداها، سن‌ها و گاهی جنسیت آنها ناهموار است و تمایل دارد در هر قسمت متفاوت باشد. ۲۲۲ نفر از این شخصیت‌ها وجود دارند.
قسمت‌های ویژه (معمولاً نیم ساعته یا یک ساعته) نمایش توسط یک دزد دریایی لایو اکشن به نام پچی و طوطی خانگی او، پوتی، میزبانی می‌شوند که بخش‌های آنها در یک روایت دوگانه با داستان‌های انیمیشن ارائه می‌شود. پچی به عنوان رئیس یک باشگاه طرفداران خیالی باب‌اسفنجی به تصویر کشیده شده است و بزرگترین آرزویش ملاقات با خود باب‌اسفنجی است. پوتی دوست دارد شور و شوق پچی را مسخره کند و در حالی که او سعی می‌کند نمایش را میزبانی کند، برای او مشکل ایجاد می‌کند.

### تنظیم

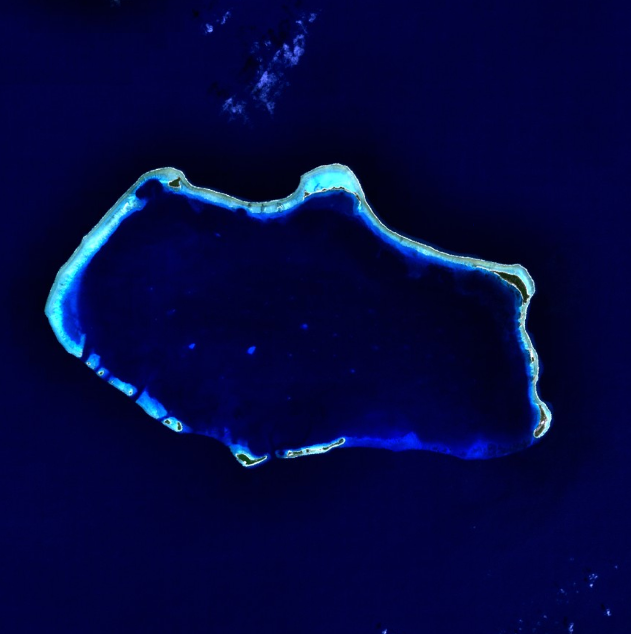
بیکینی آتول، یک صخره مرجانی در اقیانوس آرام، تام کنی تایید کرد که نام شهر ساختگی بیکینی باتم از بیکینی آتول گرفته شده است.

مجموعه بیشتر در شهر زیر آب ناحیه دریابن به نام بیکینی باتم، که در اقیانوس آرام، زیر صخره‌های مرجانی واقعی بیکینی آتول واقع شده است، جریان دارد. شهروندان آن عمدتاً ماهی‌های رنگارنگی هستند که در ساختمان‌هایی ساخته شده از دودکش‌های کشتی زندگی می‌کنند و از «قایق‌مبیل‌ها»، ترکیبی از ماشین‌ها و قایق‌ها، به عنوان وسیله نقلیه استفاده می‌کنند. مکان‌های تکراری در بیکینی باتم شامل خانه‌های همسایه باب‌اسفنجی، پاتریک و اختاپوس، دو رستوران رقیب، کراستی کراب و چام باکت، مدرسه قایق‌رانی خانم پاف، که شامل یک زمین رانندگی و یک فانوس دریایی غرق شده است، می‌شود. تریدوم، یک محفظه شیشه‌ای اکسیژن‌دار که سندی در آن زندگی می‌کند؛ خانه سالمندان شیدی شولز؛ یک علفزار دریایی به نام مزارع عروس دریایی؛ و گو لاگون، یک استخر آب شور زیرآبی که یک مکان محبوب برای تفریح ساحلی است.
هنگامی که گروه باب‌اسفنجی شروع به تولید قسمت آزمایشی مجموعه کردند، وظیفه طراحی مکان‌های ثابت، که به طور مکرر استفاده شوند، مانند کراستی کراب و خانه آناناسی باب‌اسفنجی، بر عهده آنها بود. ایده این بود که «همه چیز دریایی بماند»، بنابراین گروه از طناب، تخته‌های چوبی، چرخ‌های کشتی، تور، لنگر، دیگ‌های بخار و پرچ استفاده کردند تا محیط نمایش را ایجاد کنند. انتقال بین صحنه‌ها با پر شدن صفحه از حباب‌ها، همراه با صدای آب روان، مشخص می‌شود.
مجموعه از «گل‌های آسمان» به عنوان یک ماده اصلی برای تنظیم استفاده می‌کند. هنگامی که کنی پیتنجر، طراح پس‌زمینه مجموعه، از او پرسیده شد که آنها چه هستند، پاسخ داد: «آنها به نوعی مانند ابرها عمل می‌کنند، اما از آنجایی که نمایش زیر آب رخ می‌دهد، آن‌ها واقعاً ابر نیستند. به دلیل تأثیر تیکی بر نمایش، نقاشان پس‌زمینه از الگوهای زیادی استفاده می‌کنند.» پیتنجر گفت که گل‌های آسمان برای «ایجاد تصویری شبیه به یک پیراهن هاوایی گلدار» طراحی شده‌اند.

## تولید

### توسعه

#### الهامات اولیه

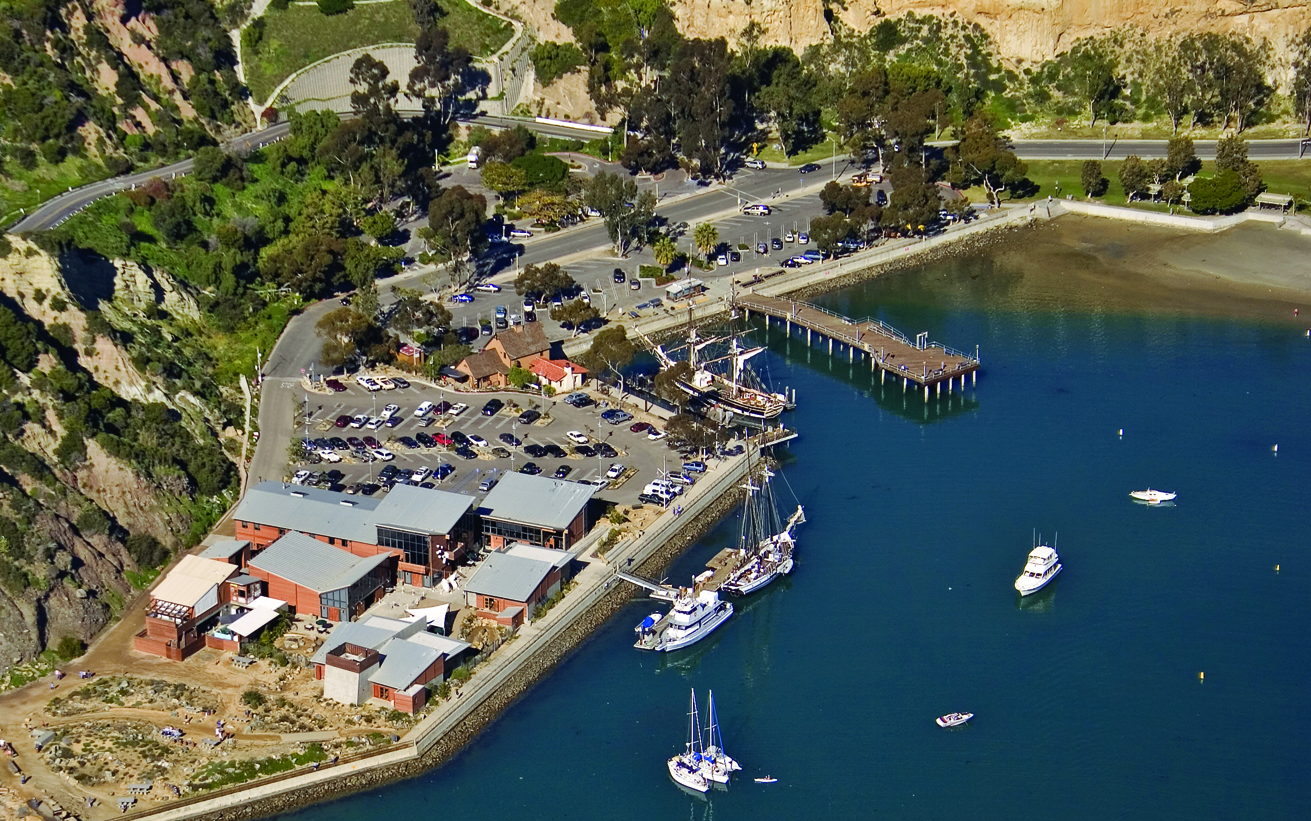
قبل از خلق باب‌اسفنجی شلوارمکعبی، استیون هیلنبرگ زیست‌شناسی دریایی را به بازدیدکنندگان موسسه اقیانوس آموزش می‌داد (واقع در دانا پوینت، کالیفرنیا).

استیون هیلنبرگ، خالق مجموعه، از کودکی مجذوب اقیانوس بود و در سنین پایین شروع به توسعه توانایی‌های هنری خود کرد. اگرچه این علایق برای مدتی با هم تداخل نداشتند–ایده کشیدن ماهی برای او خسته‌کننده به نظر می‌رسید–هیلنبرگ هر دو را در دوران دانشگاه دنبال کرد، با رشته اصلی زیست‌شناسی دریایی و رشته فرعی هنر. پس از فارغ‌التحصیلی در سال ۱۹۸۴،  او به موسسه اقیانوس، سازمانی در دانا پوینت، کالیفرنیا که به آموزش عموم مردم در مورد علوم دریایی و تاریخ دریانوردی اختصاص دارد، پیوست.
در حالی که هیلنبرگ در آنجا بود، عشق او به اقیانوس شروع به تأثیرگذاری بر هنر او کرد. او یک پیش‌درآمد برای باب‌اسفنجی شلوارمکعبی ایجاد کرد: یک کتاب کمیک به نام منطقه جزر و مدی که توسط موسسه برای آموزش دانش‌آموزان بازدیدکننده در مورد حیات جانوری استخرهای جزر و مد استفاده می‌شد. این کتاب کمیک شامل انواع مختلف حیات دریایی انسان‌انگاری بود که بسیاری از آنها به شخصیت‌های باب‌اسفنجی شلوارمکعبی تبدیل شدند. هیلنبرگ سعی کرد این کتاب کمیک را به صورت حرفه‌ای منتشر کند، اما هیچ یک از شرکت‌هایی که آن را به آنها فرستاد علاقه‌ای نداشتند.
الهام بزرگ برای هیلنبرگ، آلبوم "The Mollusk" گروه "Ween" در سال ۱۹۹۷ بود که مضنونی دریایی و زیر آب داشت. هیلنبرگ اندکی پس از انتشار آلبوم با این گروه تماس گرفت و ایده‌های پایه باب‌اسفنجی شلوارمکعبی را توضیح داد و همچنین یک آهنگ از این گروه درخواست کرد، که آنها در شب کریسمس ارسال کردند. این آهنگ "Loop de Loop" بود که در قسمت «بند کفش‌ات باز است» استفاده شد.
استیون هیلنبرگ در سال ۱۹۸۹ موقعی که در مقطع کارشناسی ارشد بود، کتاب طنزی به نام منطقه جزر نوشت. این داستان در مورد موجودات دریایی بود که در صخره کنار دریا زندگی می‌کردند و نقش اصلی این داستان اسفنج بود. هیلنبرگ ابتدا اسفنج را شبیه به اسفنج‌های طبیعی کشید ولی بعد تصمیم گرفت که برای خنده دار به نظر رسیدن ظاهرها، شکلش را به یک مربع تغییر دهد. هیلنبرگ کار هنری خود را به مارتین اولسون که آن زمان همکارش بود نشان داد و اولسون به هیلنبرگ پیشنهاد داد که همین داستان را به عنوان نمایش سریال گونه منتها برای موجودات زیر دریا بنویسد. بعد از اعمال تغییرات و در سال ۱۹۹۶ با همکاران قدیمی اش شروع به طراحی محیط و شخصیت‌های این مجموعه کردند.

#### مفهموم
در حالی که هیلنبرگ به عنوان یک هنرمند کارمند در موسسه اقیانوس کار می‌کرد، برنامه‌هایی برای بازگشت به دانشگاه برای دریافت مدرک کارشناسی ارشد داشت. قبل از اینکه این امکان تحقق یابد، او در یک جشنواره انیمیشن شرکت کرد که او را برای تغییر جزئی در مسیر خود الهام بخشید. به جای ادامه تحصیل با یک برنامه هنری سنتی، هیلنبرگ تصمیم گرفت انیمیشن آزمایشی را در مؤسسه هنرهای کالیفرنیا مطالعه کند. فیلم پایان‌نامه او، کرم‌چاله‌ها، درباره نظریه نسبیت است. این فیلم در جشنواره‌ها نمایش داده شد و در یکی از این جشنواره‌ها، هیلنبرگ با جو مورای، خالق مجموعه محبوب انیمیشنی نیکلودئون، زندگی مدرن روکو، آشنا شد. مورای تحت تأثیر سبک فیلم قرار گرفت و به هیلنبرگ یک شغل پیشنهاد داد. هیلنبرگ به این مجموعه به عنوان یک کارگردان پیوست و بعداً، در فصل چهارم، نقش‌های تهیه‌کننده و مدیر نوآوری را بر عهده گرفت.
مارتین اولسون، یکی از نویسندگان زندگی مدرن روکو، کتاب منطقه جذر و مدی را خواند و هیلنبرگ را تشویق کرد تا یک مجموعه تلویزیونی با مفهومی مشابه ایجاد کند. در آن زمان، هیلنبرگ حتی به ایجاد مجموعه خود فکر نکرده بود. با این حال، او متوجه شد که اگر روزی این کار را انجام دهد، این بهترین رویکرد خواهد بود. او شروع به توسعه برخی از شخصیت‌های منطقه جذر و مدی، از جمله «گوینده» کتاب کمیک، باب اسفنج کرد. او می‌خواست مجموعه او با اکثر کارتون‌های محبوب آن زمان، که به گفته او با کمدی‌های دوستی  مانند نمایش رن و استیمپی نشان داده می‌شد، متفاوت باشد. در نتیجه، هیلنبرگ تصمیم گرفت روی شخصیت اصلی متمرکز شود: عجیب‌ترین موجود دریایی که می‌توانست تصور کند‌. این او را به اسفنج رساند. باب اسفنج در منطقه جذر و مدی شبیه یک اسفنج دریایی واقعی است و در ابتدا، هیلنبرگ همچنان از این طراحی استفاده می‌کرد. در تعیین رفتار شخصیت جدید، هیلنبرگ از شخصیت‌های بی‌گناه و کودک‌گونه‌ای که از آنها لذت می‌برد، مانند چارلی چاپلین، لورل و هاردی، جری لوئیس و پی-وی هرمان، الهام گرفت. سپس او به فکر مدل‌سازی شخصیت بر اساس یک اسفنج آشپزخانه افتاد و متوجه شد که این ایده که کاملاً با ویژگی مربعی شخصیت مطابقت دارد. پاتریک، آقای خرچنگ، پرل و اختاپوس شخصیت‌های بعدی بودند که هیلنبرگ برای نمایش ایجاد کرد.
برای صداگذاری شخصیت اصلی مجموعه، هیلنبرگ به تام کنی روی آورد، که حرفه او در انیمیشن در کنار هیلنبرگ در زندگی مدرن روکو آغاز شده بود. عناصر خود شخصیت کنی برای توسعه بیشتر شخصیت استفاده شد. در ابتدا، هیلنبرگ می‌خواست از نام پسراسفنجی استفاده کند–شخصیت نام خانوادگی نداشت– و این مجموعه قرار بود پسراسفنجی آهوی! نامیده شود. با این حال بخش حقوقی نیکلودئون–پس از صداگذاری برای قسمت آزمایشی اصلی هفت دقیقه‌ای–کشف کرد که نام پسراسفنجی قبلاً دارای حق چاپ است. در انتخاب نام جایگزین، هیلنبرگ احساس کرد که هنوز باید از کلمه «اسفنج» استفاده کند تا بینندگان شخصیت را با یک «مرد پنیری» اشتباه نگیرند. او بر نام «باب‌اسفنجی» تصمیم گرفت. «شلوارمکعبی» به عنوان نام خانوادگی پس از اینکه کنی تصویری از شخصیت را دید و گفت: «پسر، به این اسفنج با شلوار مکعبی نگاه کن که فکر می‌کند می‌تواند در یک مکان فست فود خوری شغلی پیدا کند.» انتخاب شد. وقتی هیلنبرگ شنید کنی این را می‌گوید، این عبارت را دوست داشت و احساس کرد که باعث تقویت عجیب‌وغریبی شخصیت می‌شود.

#### جمع‌آوری خدمه
درک درایمون، که به عنوان مدیر نوآوری برای سه فصل اول خدمت کرده است، گفته است که هیلنبرگ می‌خواست خود را با «تیمی از جوانان گرسنه» احاطه کند. بسیاری از مشارکت‌کنندگان اصلی در باب‌اسفنجی شلوارمکعبی قبلاً با هیلنبرگ در زندگی مدرن روکو کار کرده بودند، از جمله: درایمون، مدیر هنری نیک جنینگز، مدیر نظارتی آلن اسمارت، نویسنده/صداپیشه داگ لارنس (که اغلب به عنوان مستر لارنس شناخته می‌شود) و تیم هیل که به توسعه کتاب مقدس مجموعه کمک کرد.
اگرچه درایمون در آینده تأثیر قابل توجهی بر باب‌اسفنجی شلوارمکعبی خواهد داشت، اما در ابتدا نقشی در این مجموعه پیشنهاد نشد. به عنوان یک استخدام دیرهنگام برای زندگی مدرن روکو، او قبل از تصور باب‌اسفنجی، رابطه زیادی با هیلنبرگ برقرار نکرده بود. هیلنبرگ ابتدا به دنبال شریک داستان کمیک درایمون، مارک اوهر بود–اما او به تازگی کمیک استریپ سندیکای آینده، سگ شهروند را ایجاد کرده بود. اگرچه بعداً او به عنوان نویسنده به باب‌اسفنجی پیوست، اما از ابتدا فرصت کافی برای درگیر شدن با هر دو پروژه را نداشت. درایمون گفته است: «به یاد دارم که هیلنبرگ در دفتر ما این موضوع را مطرح کرد و از او پرسید که آیا علاقه دارد روی آن کار کند... من آماده بودم که بله را به پیشنهاد بگویم، اما استیو نپرسید؛ فقط از اتاق بیرون رفت. من بسیار ناامید بودم... بنابراین به دنبال او در راهرو دویدم و اساساً برای کار التماس کردم. او با شوق به این فرصت نپرشید.» پس از اینکه هیلنبرگ کمی فکر کرد و تصمیم گرفت درایمون را به عنوان مدیر نوآوری بیاورد، این دو چندین بار در هفته در خانه هیلنبرگ ملاقات کردند تا مجموعه را توسعه دهند. درایمون این دوره را به عنوان آغاز شده در سال ۱۹۹۶، اندکی پس از پایان زندگی مدرن روکو شناسایی کرده است.
جنینگز نیز در پیدایش باب‌اسفنجی نقش مهمی داشت. کنی او را «یکی از مربیان اولیه گرافیک باب‌اسفنجی» نامید. در آخر هفته‌ها کنی به هیلنبرگ، جنینگز و درایمون برای جلسات خلاقانه می‌پیوست که در آن ایده‌ها را روی یک ضبط صوت ضبط می‌کردند. کنی در طول این جلسات، تست‌های صوتی را به عنوان باب‌اسفنجی انجام می‌داد، در حالی که هیلنبرگ شخصیت‌های دیگر را صداپیشگی می‌کرد.
هیل فیلمنامه چندین قسمت فصل اول (از جمله قسمت آزمایشی) را ارائه داد و نقش ویراستار داستان به او پیشنهاد شد، اما او آن را رد کرد–او به دنبال شغلی به عنوان کارگردان فیلم خانوادگی می‌رفت. به جای او، پیت برنز برای این کار آورده شد. برنز اهل شیکاگو بود و قبل از پیوستن به تیم، هیچ یک از بازیگران اصلی باب‌اسفنجی را ملاقات نکرده بود.

#### ارائه
مدیران اجرایی نیکلودئون به بربنک پرواز کردند و ما این مجموعه را از روی استوری‌برد به آنها عرضه کردیم. ما اسباب‌بازی‌های فشاری داشتیم، پیراهن‌های هاوایی می‌پوشیدیم و از یک بوم‌باکس برای پخش آهنگ [Livin' in the Sunlight, Lovin' in the Moonlight] از تاینی تیم استفاده می‌کردیم که در پرده سوم پخش می‌شود. ما واقعاً در ارائه تمام تلاش خود را کردیم زیرا می‌دانستیم که سرنوشت قسمت آزمایشی به اینکه مدیران اجرایی بخندند یا نه بستگی دارد. وقتی کار تمام شد، آنها برای بحث در مورد آن از اتاق بیرون رفتند. ما تصور می‌کردیم که آنها به نیویورک پرواز کنند و چند هفته بعد خبر را بشنویم. وقتی در عرض چند دقیقه برگشتند و گفتند می‌خواهند آن را بسازند، غافلگیر شدیم.

—درک درایمون
در هنگام ارائه کارتون به مدیران اجرایی نیکلودئون، هیلنبرگ پیراهن هاوایی پوشید، «یک تراریوم زیر آب با مدل‌های شخصیت‌ها» به همراه آورد و موسیقی هاوایی پخش کرد تا فضای موضوع را تنظیم کند. اریک کولمن، مدیر اجرایی نیکلودئون، این تنظیم را «بسیار شگفت‌انگیز» توصیف کرد. به آنها پول و دو هفته برای نوشتن قسمت آزمایشی «درخواست کمک» وقت داده شد. درایمون، هیلنبرگ و جنینگز با چیزی که آلبی هکت، مقام رسمی نیکلودئون، به عنوان «اجرایی که آرزو داشت روی نوار ضبط کند» توصیف کرد، بازگشتند. اگرچه تهیه‌کننده اجرایی درک درایمون ارائه را استرس‌زا توصیف کرد، اما گفت که «بسیار خوب» پیش رفت. کوین کی و هکت مجبور بودند بیرون بیایند زیرا «از خنده خسته شده بودند» که باعث نگرانی کارتون‌سازان شد.
سیما ضرغامی، که در آن زمان رئیس نیکلودئون بود، در مصاحبه‌ای گفت: «واکنش فوری آنها [مدیران اجرایی نیکلودئون] این بود که دوباره آن را ببیند، هم به دلیل اینکه آن را دوست داشتند و هم به دلیل اینکه بر خلاف هر چیزی بود که تا به حال دیده بودند». ضرغامی یکی از چهار مدیر اجرایی در اتاق بود که باب‌اسفنجی شلوارمکعبی برای اولین بار نمایش داده شد.
قبل از سفارش مجموعه کامل، مدیران اجرایی نیکلودئون اصرار داشتند که باب‌اسفنجی محبوب نخواهد بود مگر اینکه که کودکی باشد که به مدرسه می‌رفت، با معلم خود به عنوان نقش اصلی. هیلنبرگ در سال ۲۰۱۲ یادآور شد که نیکلودئون به او گفته بود: «فرمول برنده ما انیمیشنی درباره بچه‌های مدرسه است... می‌خواهیم باب‌اسفنجی را در مدرسه قرار دهی.» هیلنبرگ آماده بود تا نیکلودئون را «ترک کند» و مجموعه را رها کند، زیرا می‌خواست باب‌اسفنجی یک شخصیت بزرگسال باشد. او در نهایت با اضافه کردن یک شخصیت جدید به بازیگران اصلی، خانم پاف، که یک معلم قایق‌رانی است، سازش کرد. هیلنبرگ از این مصالحه راضی بود و گفت: «یک چیز مثبت برای من که از این اتفاق بیرون آمد، [نحوه ورود] یک شخصیت جدید، خانم پاف، بود که من او را دوست دارم».

### تهیه‌کنندگان اجرایی و شورانرها

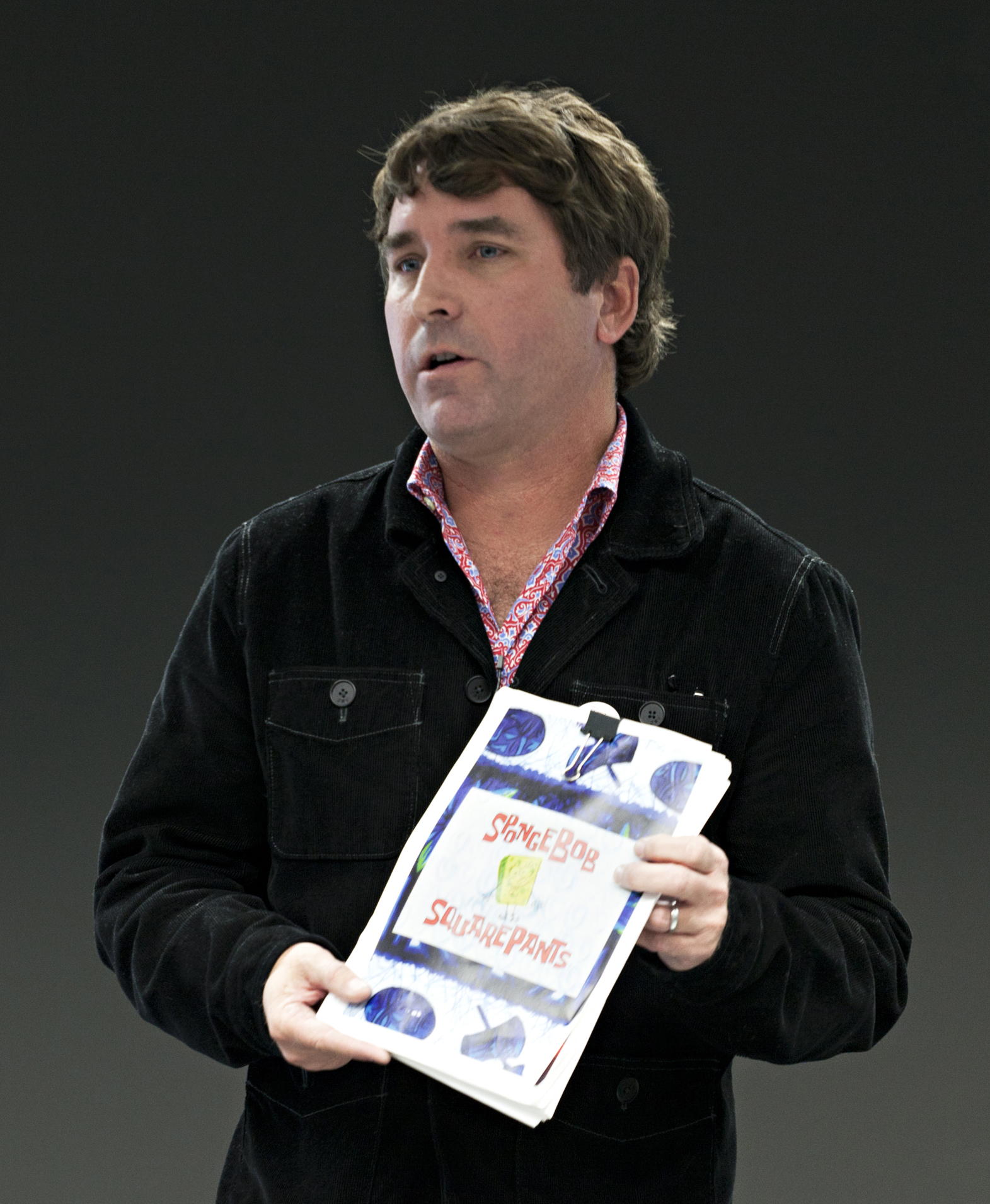
استیون هیلنبرگ، خالق باب‌اسفنجی شلوارمکعبی

تا زمان مرگش در سال ۲۰۱۸، هیلنبرگ به عنوان تهیه‌کننده اجرایی در طول سریال خدمت کرده بود و از زمان آغاز آن در سال ۱۹۹۹ تا سال ۲۰۰۴ به عنوان شورانر عمل می‌کرد. این مجموعه در سال ۲۰۰۲، پس از اینکه هیلنبرگ تولید خود مجموعه را برای کار روی فیلم سینمایی فیلم باب‌اسفنجی شلوارمکعبی متوقف کرد، به تعلیق درآمد. پس از نهایی شدن فیلم و پایان فصل سوم، هیلنبرگ از سمت شورانر مجموعه استعفا داد. اگرچه او دیگر نقش مستقیمی در تولید مجموعه نداشت، اما یک نقش مشاوره‌ای را حفظ کرد و هر قسمت را بررسی کرد.

به نقطه‌ای رسید که احساس کردم سهم زیادی گذاشته‌ام و آنچه را که می‌خواستم گفته‌ام. در آن زمان، نمایش به خون جدید نیاز داشت، بنابراین من پل [تیبیت] را برای تولید انتخاب کردم. من کاملاً به او اعتماد داشتم. من همیشه از نحوه به تصویر کشیدن حس شوخ‌طبعی باب‌اسفنجی توسط او لذت می‌بردم. و به عنوان یک نویسنده، باید ادامه دهید—من در حال توسعه پروژه‌های جدید هستم.

—استیون هیلنبرگ، واشینگتن پست
هنگامی که فیلم تکمیل شد، هیلنبرگ قصد داشت این فیلم پایان سریال باشد، «تا [نمایش] پرش کوسه نکند.» با این حال، نیکلودئون خواهان قسمت های بیشتری بود. هیلنبرگ پائول تیبیت را که قبلاً در این نمایش به عنوان نویسنده، کارگردان و طراح استوری‌برد فعالیت کرده بود، منصوب کرد تا نقش او را به عنوان سرپرست نمایش برای تولید فصل‌های اضافی بر عهده بگیرد. هیلنبرگ تیبیت را یکی از اعضای مورد علاقه خود در گروه نمایش می‌دانست، و «کاملاً به او اعتماد داشت».
در ۱۳ دسامبر ۲۰۱۴ اعلام شد که هیلنبرگ در یک موقعیت نامشخص به مجموعه باز خواهد گشت. در ۲۶ نوامبر ۲۰۱۸، در سن ۵۷ سالگی، هیلنبرگ بر اثر عوارض اسکلروز جانبی آمیوتروفیک (ای‌اس‌ال) که در مارس ۲۰۱۷ به آن مبتلا شده بود، درگذشت. نیکلودئون از طریق توییتر تأیید کرد که سریال پس از مرگ او ادامه خواهد داشت. در فوریه ۲۰۱۹، رئیس آینده، برایان رابینز، قول داد که نیکلودئون تا زمانی که شبکه وجود دارد، نمایش را در تولید نگه خواهد داشت.
به عنوان فصل نهم، نویسندگان و کارگردانان استوری‌برد سابق، وینسنت والر و مارک سکاچرلی به عنوان سرپرست نمایش عمل می‌کنند. هیلنبرگ همچنان به عنوان تهیه‌کننده اجرایی در قسمت‌ها تا سال ۲۰۲۴ پس از مرگ اعتبار دارد.

### نوشتن
طبق گفته لوک بروکشیر، نویسنده و طراح استوری‌برد، «باب‌اسفنجی به گونه‌ای متفاوت با بسیاری از برنامه‌های تلویزیونی نوشته می‌شود.» بر خلاف اکثر هم‌عصران خود، باب‌اسفنجی شلوارمکعبی از فیلمنامه‌های کتبی استفاده نمی‌کند. در عوض، داستان‌ها توسط تیمی از پنج نویسنده طرح و فرضیه توسعه می‌یابد. سپس یک طرح دو صفحه‌ای به تیمی از کارگردانان استوری‌برد اختصاص داده می‌شود که یک پیش‌نویس کامل از استوری‌برد را تولید می‌کنند. یکی از روش‌های استفاده شده برای مونتاژ استوری‌برد، استفاده از یادداشت‌های پست ایت بود. بیشتر دیالوگ‌ها و شوخی‌ها در این مرحله اضافه می‌شوند. بروکشیر این فرآیند را با نحوه ساخت کارتون‌ها «در اوایل روزهای پویانمایی» مقایسه کرده است. بروکشیر این فرآیند را با نحوه ساخت کارتون‌ها «در اوایل روزهای انیمیشن" مقایسه کرده است».
تصمیم برای کنار گذاشتن فیلمنامه‌ها برای استوری‌بردها، تصمیمی است که هیلنبرگ در اوایل توسعه سریال گرفت. زندگی مدرن روکو نیز از استوری‌برد مشتق شده از طرح‌های کوتاه استفاده کرده بود و با کار در آن مجموعه، هیلنبرگ احساس قوی نسبت به پذیرش این فرآیند برای باب‌اسفنجی شلوارمکعبی داشت–حتی اگر نیکلودئون شروع به نشان دادن علاقه بیشتر به کارتون‌های مبتنی بر فیلمنامه کرد. یکی دیگر از نویسندگان مجموعه، مری‌ویتر ویلیامز، در مصاحبه‌ای توضیح داد که او و آقای لارنس می‌توانند پیش‌نویس یک قسمت را در یک بعد از ظهر بنویسند و ساعت ۴ بعد از ظهر تمام کنند.
کارکنان نویسندگی اغلب از تجربیات شخصی خود به عنوان الهام بخش برای داستان‌های قسمت‌های سریال استفاده می‌کردند. به عنوان مثال، قسمت «حرف زدن مثل دریانوردها»، جایی که باب‌اسفنجی و پاتریک دشنام‌گویی یاد می‌گیرند، از تجربه کارگردان نوآوری درک درایمون به عنوان کودکی که به دلیل استفاده از کلمه فاک در مقابل مادرش دچار مشکل شده بود، الهام گرفته شده بود. درایمون گفت: «صحنه‌ای که پاتریک برای شکایت پیش آقای خرچنگ می‌رود، در حالی که باب‌اسفنجی او را تعقیب می‌کند، تقریباً همانطور که در زندگی واقعی اتفاق افتاده است». پایان قسمت زمانی که آقای خرچنگ حتی از باب‌اسفنجی و پاتریک هم فحش بیشتری می‌دهد، از «این واقعیت که مادرم [مادر درایمون] خودش مانند دریانوردها حزف می‌زند» الهام گرفته شده بود. ایده قسمت «جعبه مخفی» نیز از یکی از تجربیات کودکی درایمون آمده است. هیلنبرگ توضیح داد: «درایمون [به عنوان کودک] یک جعبه مخفی داشت و شروع کرد در مورد آن به ما تعریف کرد. می‌خواستیم سر او بخندیم و از آن استفاده کنیم.»
تقریباً هر قسمت به دو بخش ۱۱ دقیقه‌ای تقسیم می‌شود. هیلنبرگ توضیح داد: «[من] هرگز واقعاً نمی‌خواستم عمداً سعی کنم یک نمایش نیم ساعته بنویسم». او افزود: «من نمایش‌ها را جایی که احساس درستی داشتند نوشتم».

### صداپیشه‌ها

اعضای بازیگران
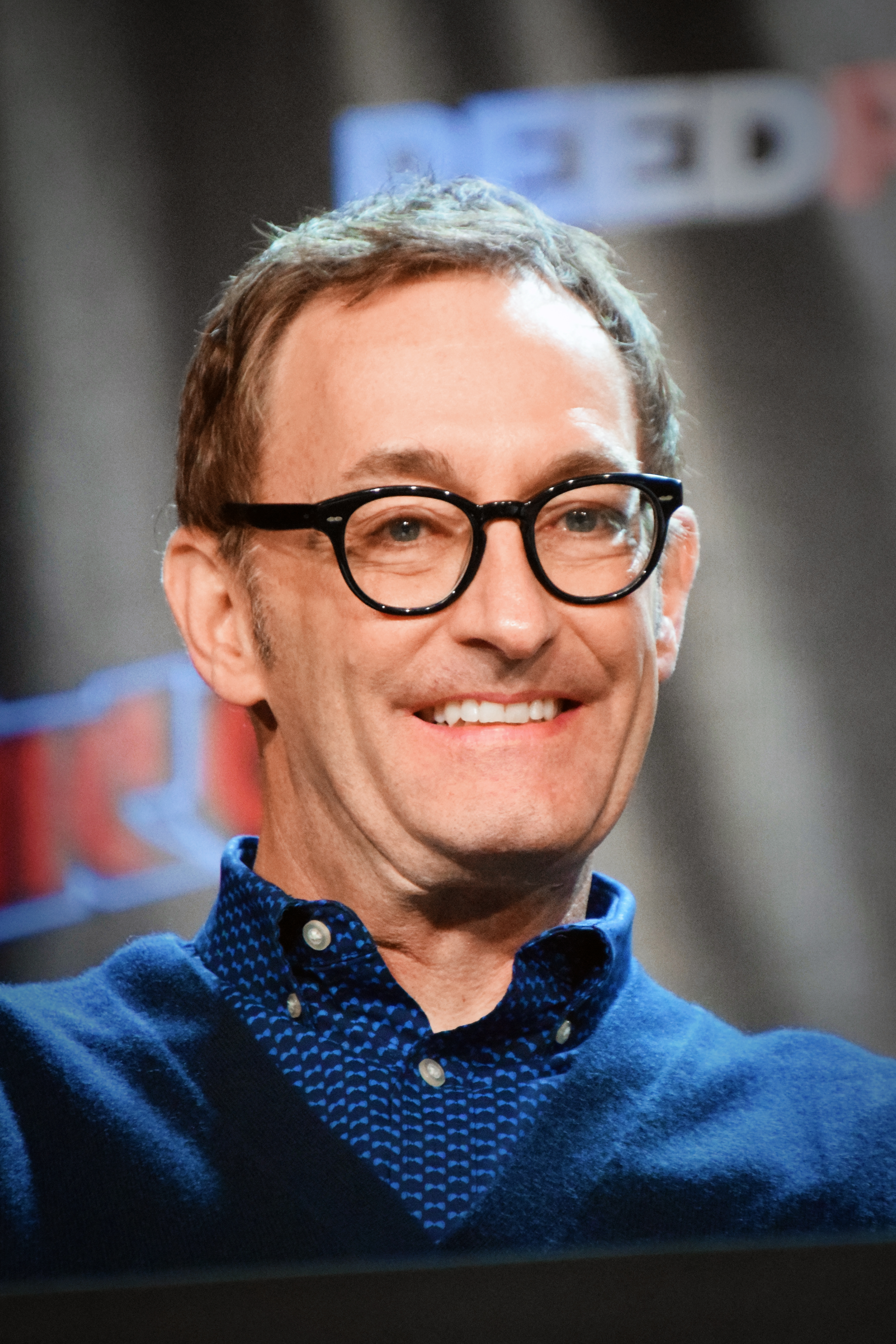
تام کنی در نقش باب‌اسفنجی شلوارمکعبی، گری، راوی فرانسوی، پچی دزد دریایی، صداهای دیگر
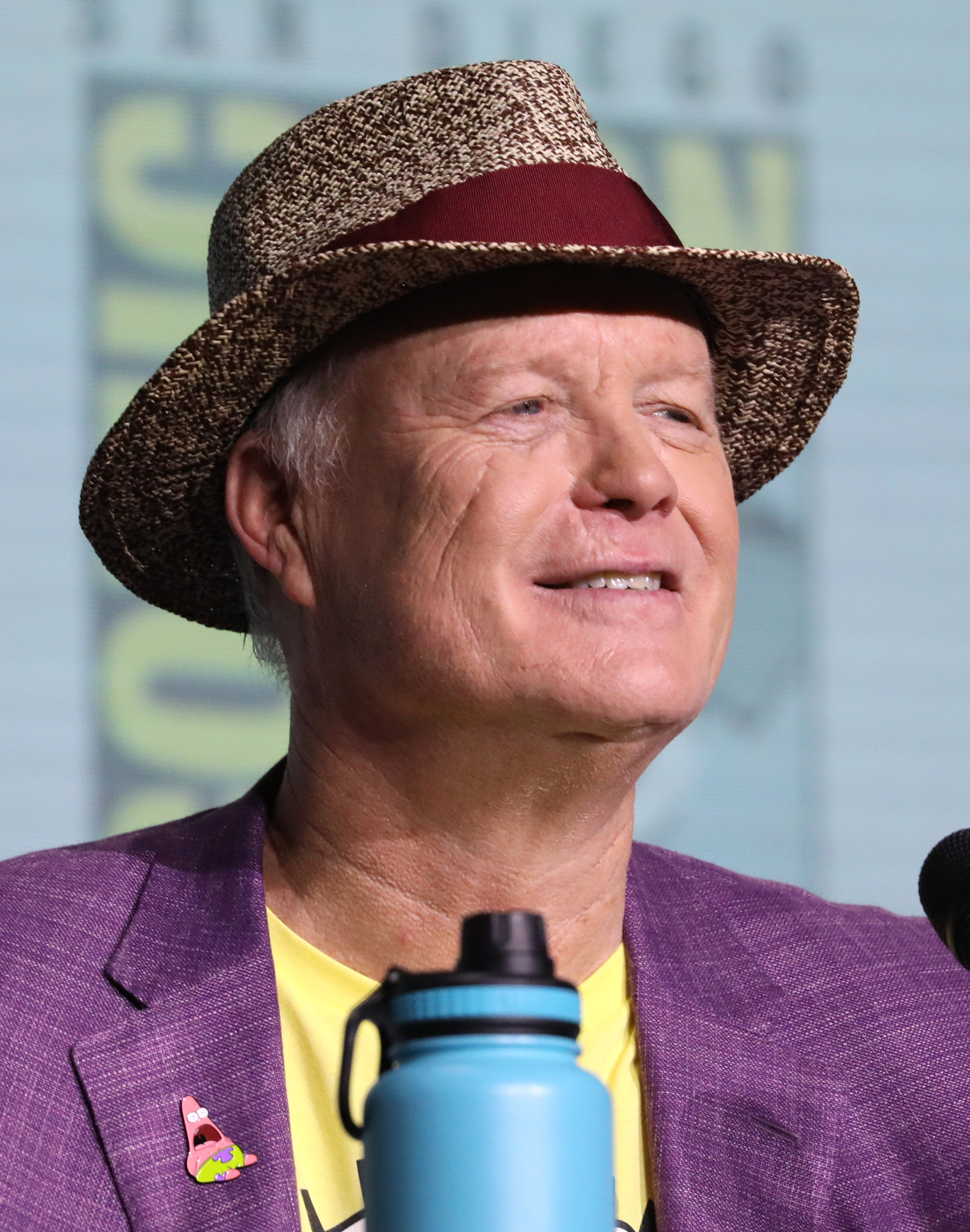
بیل فاگرباکی در نقش پاتریک ستاره، صداهای دیگر
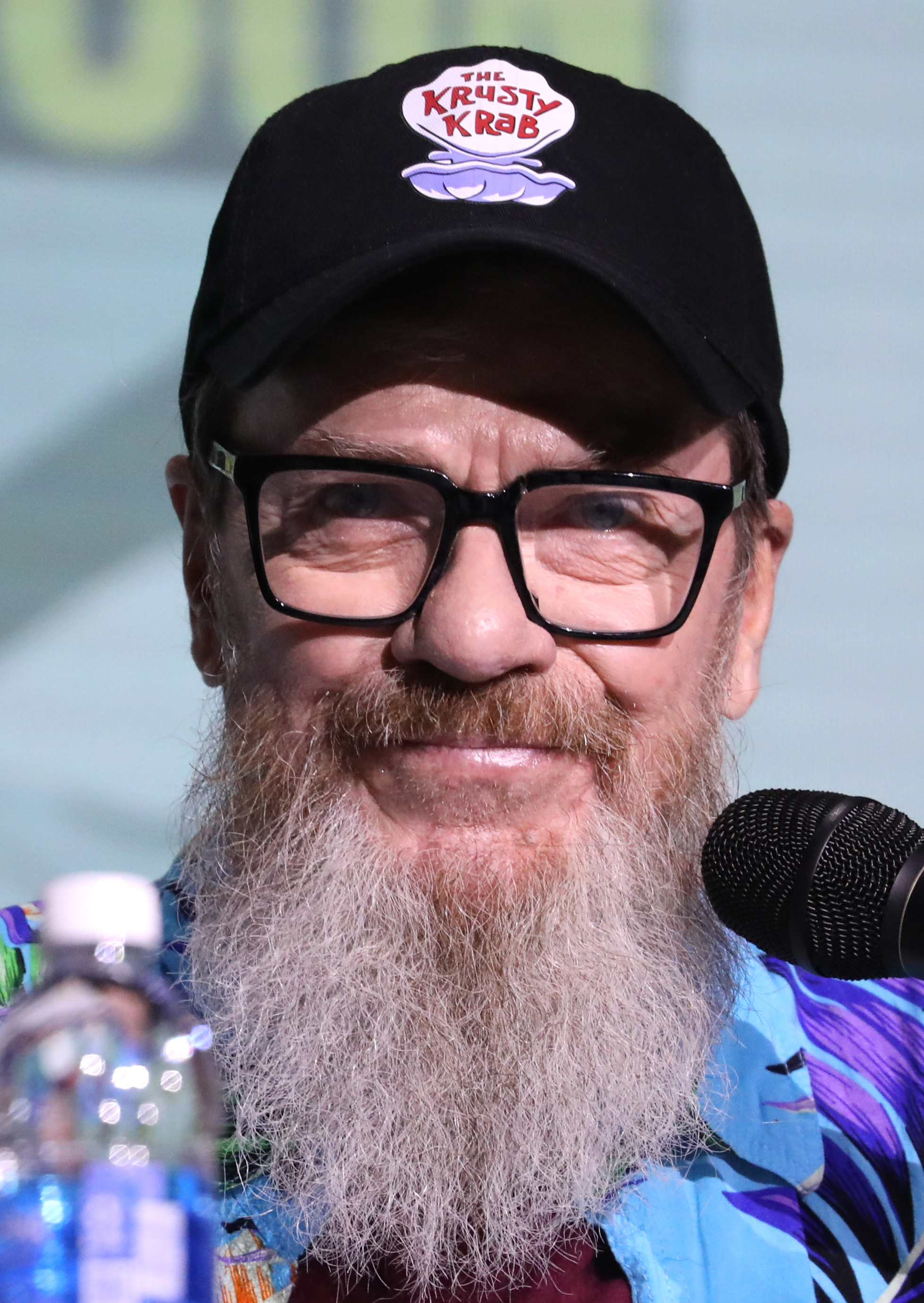
راجر بومپاس در نقش اختاپوس هشت‌پا، صداهای اضافی
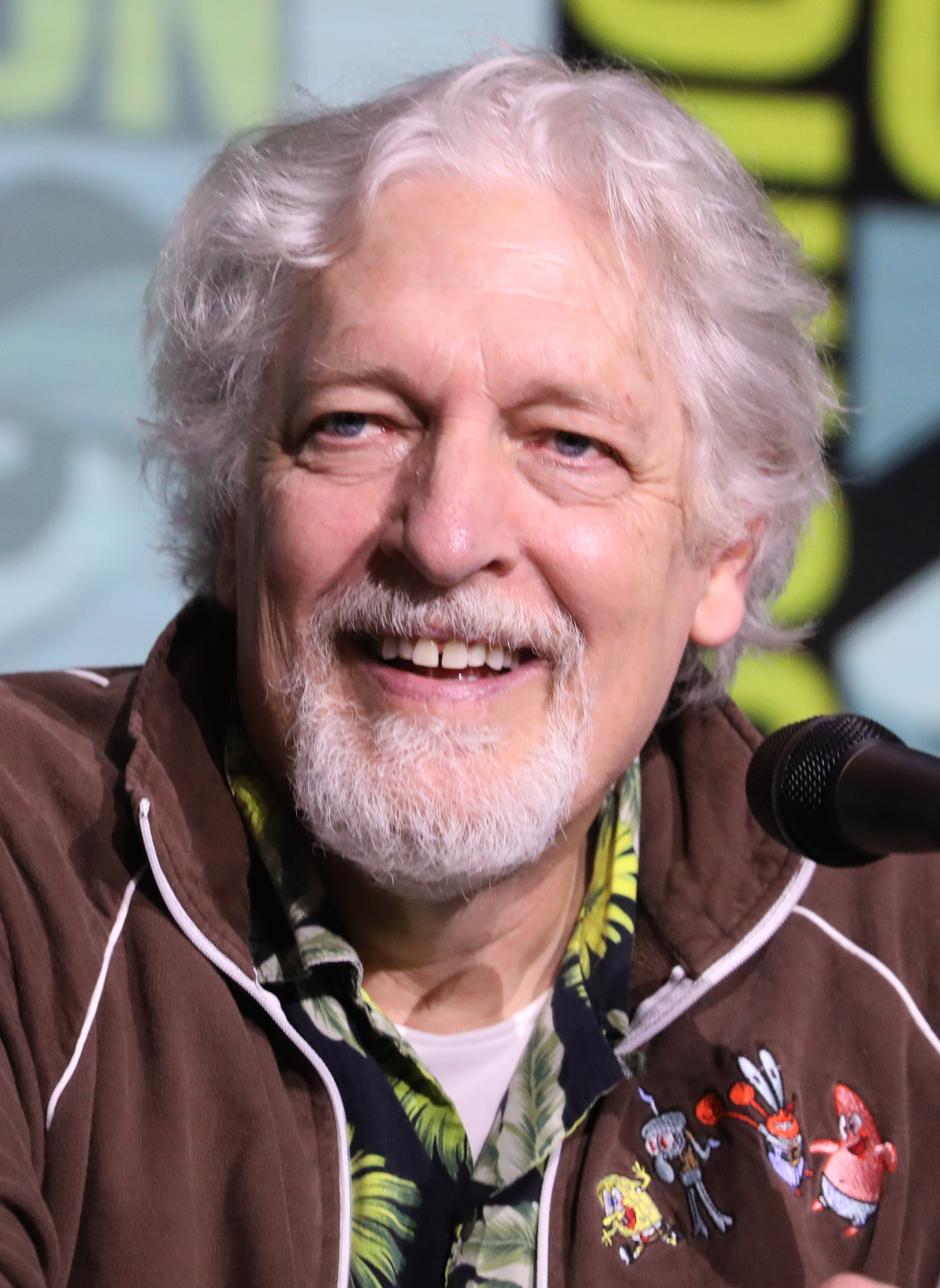
کلنسی براون در نقش آقای خرچنگ، صداهای اضافی
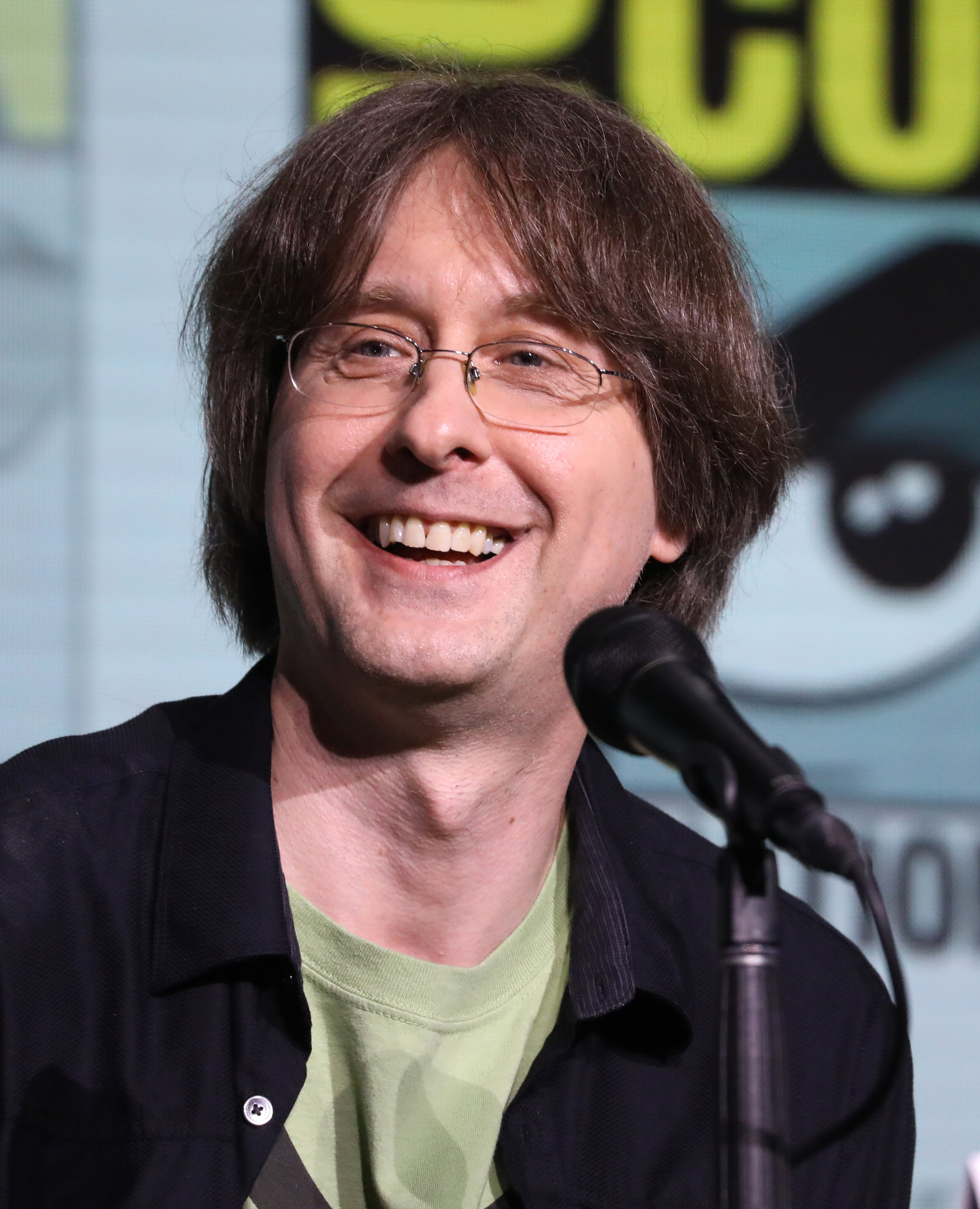
مستر لارنس در نقش پلانکتون، پوتی طوطی (از فصل ۱۰)، لری لابستر، سر ماهی واقع‌گرایانه، فرد، صداهای اضافی
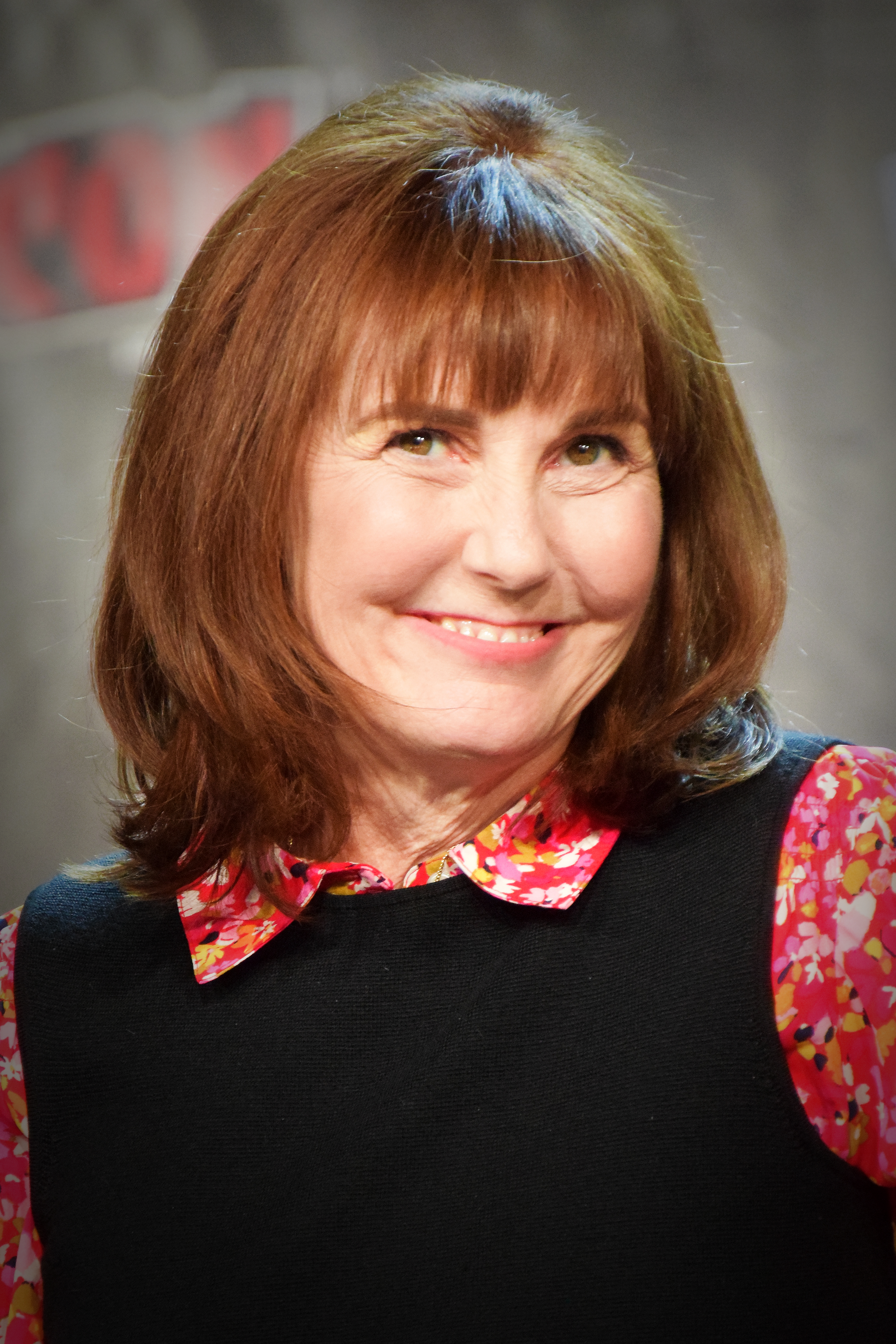
جیل تالی در نقش کارن، صداهای اضافی
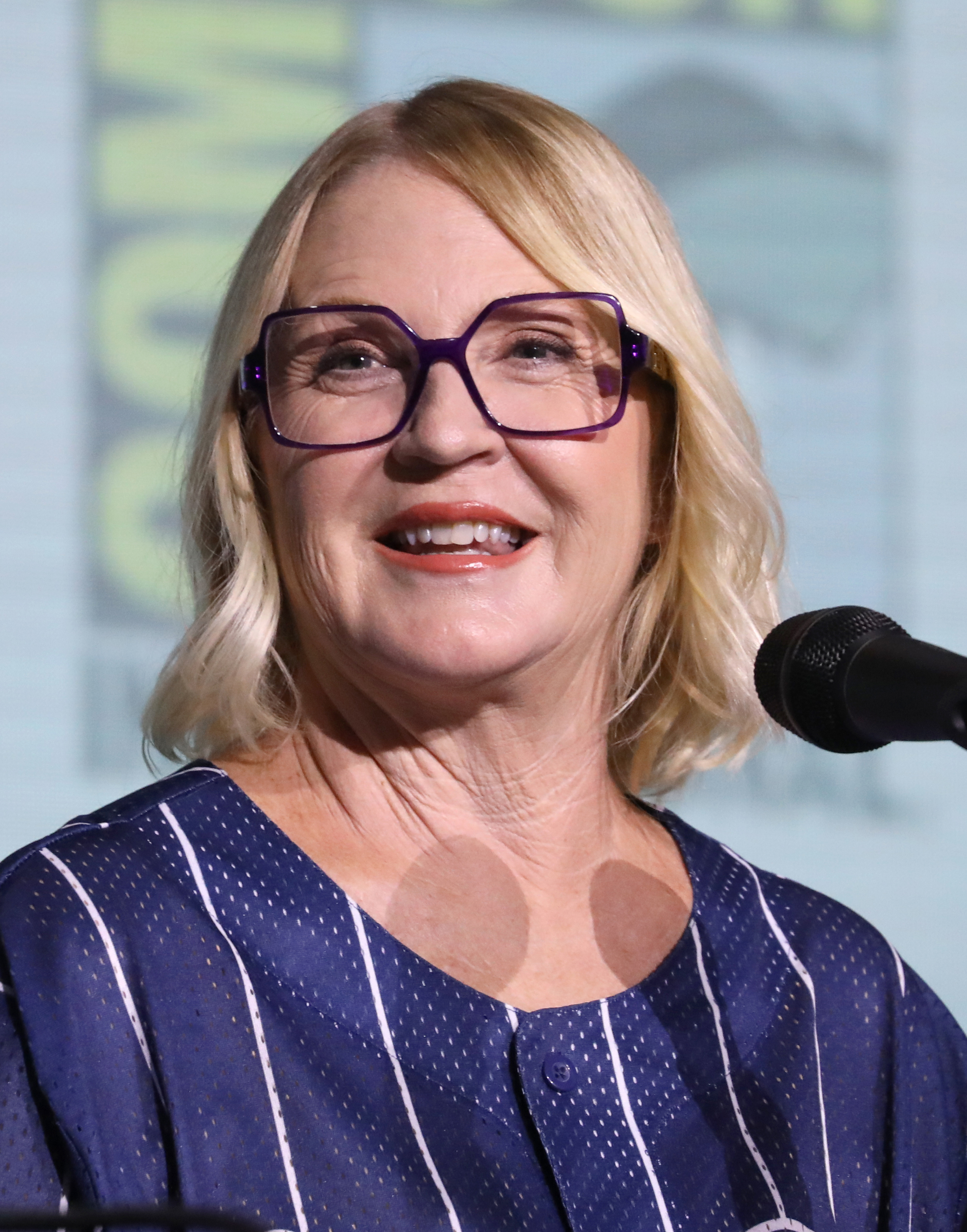
کارولین لارنس در نقش سندی چیکس، صداهای اضافی
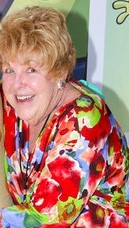
مری جو کتلت در نقش خانم پاف
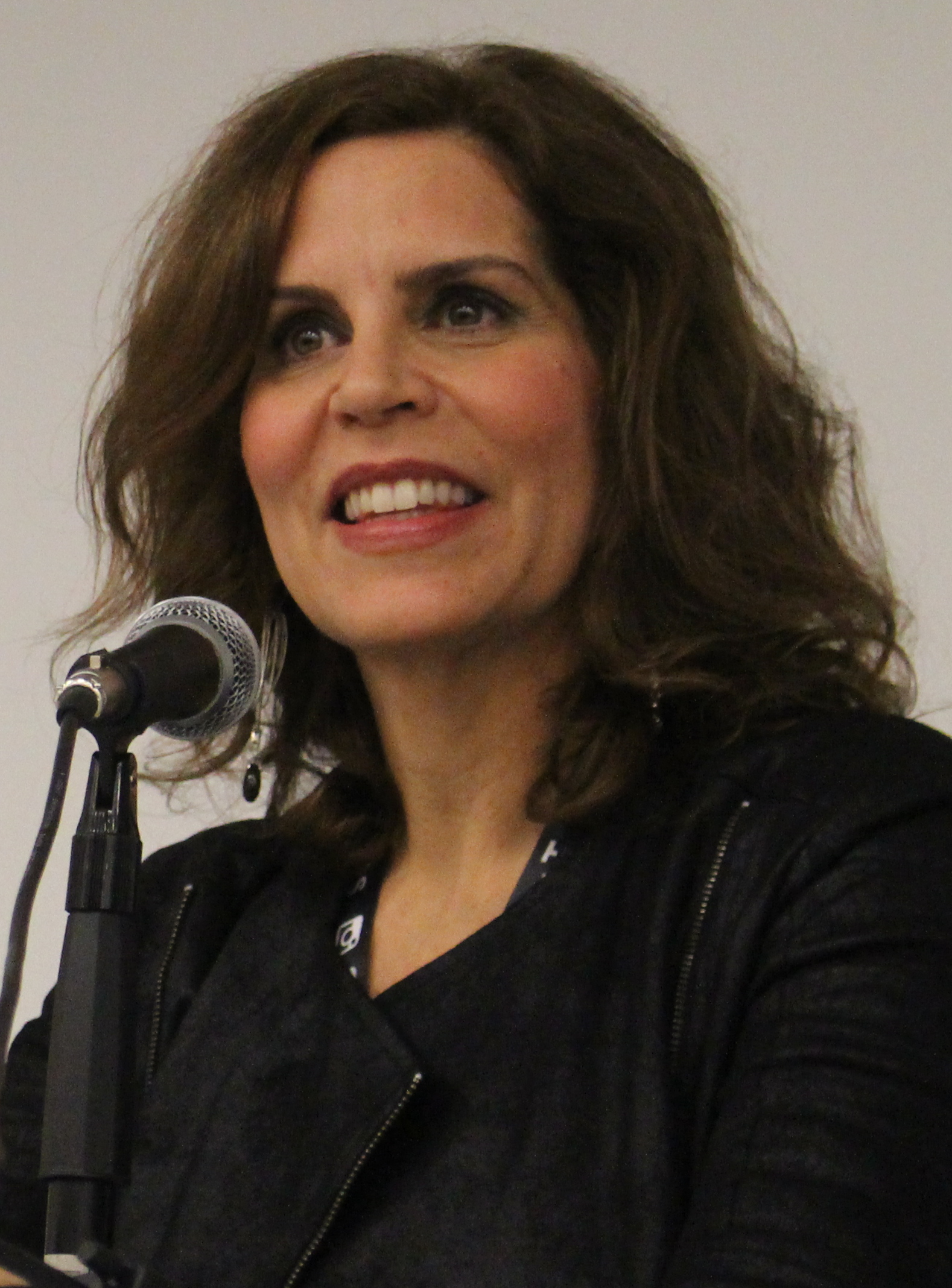
لوری آلن در نقش پرل کربس، صداهای اضافی

تام کنی، بیل فاگرباکی، راجر بومپاس، کلنسی براون، مستر لارنس، جیل تالی، کارولین لارنس و لوری آلن صداپیشگان باب‌اسفنجی شلوارمکعبی هستند. صداپیشگی بیشتر شخصیت‌های یکباره و پس‌زمینه توسط دی بردلی بیکر، سایرینا ایروین، باب جولز، مارک فایت و توماس ویلسون انجام می‌شود.

استیو باب‌اسفنجی را به من به عنوان فردی کودکانه و بی‌تجربه توصیف کرد. او نه کاملاً بزرگسال است و نه کاملاً بچه. مثل استن لورل یا جری لوئیس، یک نوع مرد-بچه است. کمی مثل یک مانچکین اما نه کاملاً، کمی مثل بچه اما نه با صدای بچه‌گانه چارلی براون در برنامه‌های تلویزیونی.

–تام کنی
کنی صدای باب‌اسفنجی و تعدادی دیگر از شخصیت‌ها از جمله حلزون خانگی باب‌اسفنجی به نام گری و راوی فرانسوی را ارائه می‌دهد. او همچنین به صورت زنده در بخش‌های زنده اکثر قسمت‌های ویژه، نقش پاچی دزد دریایی را ایفا می‌کند. کنی قبلاً با استیون هیلنبرگ در زندگی مدرن روکو کار کرده بود. هنگامی که هیلنبرگ باب‌اسفنجی شلوارمکعبی را خلق کرد، او به کنی نزدیک شد تا صدای شخصیت اصلی را ارائه دهد. کنی در اصل از صدای باب‌اسفنجی برای یک شخصیت فرعی در روکو استفاده کرده بود. او در ابتدا چگونگی تولید آن صدا را فراموش کرد و قصد نداشت از آن استفاده کند. با این حال، هیلنبرگ با استفاده از یک کلیپ ویدئویی از قسمت، کنی را به یاد صدای مورد نظر انداخت. فوراً دانست که می‌خواهد از آن برای شخصیت خود استفاده کند. او به مدیران نیکلودئون گفت: «این خودش است–نمی‌خواهم صدای کس دیگری را بشنوم. ما باب‌اسفنجی را پیدا کرده‌ایم.» شبکه اصرار داشت که بازیگران بیشتری را به صدا در بیاورند، اما هیلنبرگ آنها را رد کرد؛ به گفته تام کنی، «یکی از مزایای داشتن یک خالق قدرتمند این است که خالق می‌تواند بگوید نه، من این را دوست دارم–به سلبریتی‌ها اهمیت نمی‌دهم.» در حالی که کنی صدای باب‌اسفنجی را توسعه می‌داد، گروه دست اندرکاران پیچ خنده منحصر به فرد و با صدای بلند در سنت ملوان زبل و دارکوب زبله را از او می‌خواستند.
فاگرباکی صدای پاتریک ستاره و سایر شخصیت‌های جزئی را ارائه می‌دهد. در همان زمانی که هیلنبرگ، درک درایمون و تیم هیل در حال نوشتن قسمت آزمایشی «درخواست کمک» بودند، هیلنبرگ همچنین آزمایش‌های صداپیشگی را برای پیدا کردن صداهای شخصیت‌ها انجام می‌داد. فاگرباکی برای نقش پاتریک بعد از اینکه کنی در نقش باب‌اسفنجی انتخاب شده بود، آزمایش صداپیشگی داد. فاگرباکی به یاد آورد که در طول این آزمایش، «هیلنبرگ واقعاً بخشی از عملکرد تام [کنی، به عنوان باب‌اسفنجی] را برای من پخش کرد، و آنها به دنبال یک مقابله بودند.» در یک مصاحبه، فاگرباکی خود را با شخصیت مقایسه کرد و گفت: «این بسیار رضایت بخش است». هر زمان که پاتریک عصبانی است، فاگرباکی عملکرد خود را با بازیگر آمریکایی شلی وینترز مدل‌سازی می‌کند.
اختاپوس هشت‌پا توسط راجر بومپاس صداگذاری می‌شود، که او را «یک نوع مونوتون و بینی‌دار» توصیف می کند. او گفت که این شخصیت «به یک شخصیت بسیار جالب برای انجام» تبدیل شده است زیرا «طعنه‌های او، سپس ناراحتی او، و سپس حالت ناآرامی او، و بنابراین طیف گسترده‌ای از احساسات را به دست آورده است». آرتور براون، نویسنده کتاب همه چیزی که باید بدانم، از کارتون‌ها یاد گرفتم!، مقایسه صدای اختاپوس را با صدای جک بنی کرده است، شباهتی که بامپاس می گوید عمدتاً غیرعمدی است.
صداپیشه حرفه‌ای کلنسی براون، صدای آقای خرچنگ، رئیس باب‌اسفنجی در کراستی کراب را ارائه می‌دهد. هیلنبرگ آقای خرچنگ را بر اساس مدیر سابق خود در یک رستوران غذاهای دریایی مدل‌سازی کرده است، که لهجه قوی اهل مین او را به یاد هیلنبرگ از یک دزد دریایی انداخت. براون تصمیم گرفت از یک صدای «دزد دریایی مانند» برای این شخصیت با «اندکی لهجه اسکاتلندی» پس از شنیدن توصیف هیلنبرگ از مدیر خود، استفاده کند. به گفته براون، صدای آقای خرچنگ او تا حد زیادی در طول آزمایش صداپیشگی او ایجاد شد و برای او چندان دشوار نبود تا صدای درست را پیدا کند.
مستر لارنس قبلاً با هیلنبرگ در زندگی مدرن روکو آشنا شده بود. در حالی که روی قسمت آزمایشی باب‌اسفنجی کار می‌کرد، هیلنبرگ او را دعوت کرد تا برای همه شخصیت‌ها آزمایش صداپیشگی دهد. از آنجایی که سایر صداها برای ایفای نقش اصلی پیدا شده بودند، لارنس شروع به صداگذاری تعداد زیادی شخصیت‌های فرعی کرد. این شامل پلانکتون بود که در ابتدا قرار بود فقط در یک قسمت ظاهر شود. مستر لارنس به خاطر می‌آورد که مدیران نیکلودئون به هیلنبرگ گفتند: «می‌توانیم این نقش را به یک ستاره بسپاریم. می‌دانید، می‌توانیم بروس ویلیس را برای این صدا داشته باشیم.» و استیو فقط گفت: «این داگ [لارنس] است، مگر نمی‌شنوید؟ این همان شخصیت است! این همان فرد است!» جیل تالی، همسر تام کنی، صدای کارن پلانکتون را ارائه می‌دهد. به عنوان یک بومی شیکاگو، او برای این شخصیت از یک لهجه میان غربی استفاده می‌کند. جلوه‌های صوتی الکترونیکی توسط مهندسان صوتی سری برای ایجاد یک صدای رباتیک هنگام صحبت کردن او زیرنویس می شوند. تالی و مستر لارنس اغلب گفتگوی پلانکتون و کارن را به صورت خلق‌الساعه انجام می‌دهند. لارنس سال ۲۰۰۹ صداپیشی با تکیه بر ایمپرو را «بخش مورد علاقه» خود نامید. او در مصاحبه‌ای در سال ۲۰۱۲ افزود: «من همیشه از تبادل نظر لذت می برم. [تالی و من] به حدی با هم صحبت می‌کنیم که [مدیران صدا] باید به ما بگویند: 'هی، این کار را نکنید، آنچه را که می‌گویید از هم جدا کنید!'»
کارولین لارنس صدای سندی چیکس را ارائه می‌دهد. او در لس فلیز، لس آنجلس، با یک دوست که کارگردان انتخاب بازیگران باب‌اسفنجی شلوارمکعبی به نام دونا گریلو را می‌شناخت، بود. دوستش به گریلو گفت که لارنس «صدای جالبی» دارد. گریلو او را دعوت به تست صداپیشگی کرد و او نقش را به دست آورد. بازیگر آمریکایی مری جو کتلت، که به نقش‌های زنده خود در برنامه‌های تلویزیونی از دهه ۱۹۷۰ مانند دیفرنت استروکس و مش شناخته می‌شود، صدای خانم پاف را ارائه می‌دهد. تا سال ۲۰۱۷، ارائه صدای خانم پاف تنها نقش منظم تلویزیونی او شده است. کتلت در سال ۲۰۱۳ خود را «در اصل بازنشسته» توصیف کرد، زیرا احساس می‌کند ارائه صدای خانم پاف نیاز به آماده سازی کمتری نسبت به اجراهای حضوری او دارد. لوری آلن صدای پرل کرابز را ارائه می‌دهد. در طول تست صداپیشگی او برای این نقش، به آلن یک طرح اولیه از شخصیت‌ها نشان داده شد و متوجه شد که پرل بسیار بزرگ‌تر از بقیه اعضای گروه است. او تصمیم گرفت اندازه شخصیت را در صدای خود منعکس کند و آن را عمیق و پر از لحن قرار دهد. او تلاش کرد این صدا شبیه صداهای پایین نهنگ‌ها باشد، در عین حال که «خودپسند و دوست داشتنی» نیز به نظر برسد. در یک مصاحبه با تلویزیون افترباز، آلن گفت می‌دانست که پرل باید تا حدی مانند کودک صدا کند»، اما «صدایی غیرعادی بزرگ» نیاز داشته است.
علاوه بر بازیگران ثابت، قسمت‌ها شامل صداپیشگان مهمان از مشاغل مختلف هستند، از جمله بازیگران، ورزشکاران، نویسندگان، موسیقی‌دانان و هنرمندان. صداپیشگان مهمان تکراری شامل: ارنست بورگناین که از سال ۱۹۹۹ تا زمان مرگش در سال ۲۰۱۲، صدای «مرد دریا» را ارائه می‌داد؛ تیم کانوی به عنوان صدای «پسر صدفی» از سال ۱۹۹۹ تا زمان مرگش در سال ۲۰۱۹؛ برایان دویل-موری به عنوان «داچمن پرنده»؛ و ماریون روس به عنوان «مادربزرگ اسفنجی». مهمانان برجسته‌ای که ظاهرهای صوتی ویژه‌ای داشته‌اند، شامل: دیوید بویی به عنوان «لرد والاحضرت سلطنتی» در فیلم تلویزیونی آتلانتیس اسکوئرپنتس؛ جان گودمن به عنوان صدای «بابا نوئل» در قسمت این یک کریسمس باب‌اسفنجی است!؛ جانی دپ به عنوان صدای سورف گورو، جک کاهونا لاگونا، در قسمت «باب‌اسفنجی شلوارمکعبی در مقابل بزرگ‌ترین»؛ و ویکتوریا بکام به عنوان صدای ملکه آمفیتریته در قسمت «تقابل تریتون».
جلسات ضبط صدا همیشه شامل یک گروه کامل از بازیگران است که کنی آن را «بیشتر غیرمعمول» توصیف می‌کند. کنی گفت: «این یکی دیگر از چیزهایی است که احساس خاصی به باب‌اسفنجی می‌دهد. همه در یک اتاق هستند و به سبک قدیمی برنامه‌های رادیویی کار می‌کنند. این همان روشی است که کارهایی که ما دوست داریم ضبط شده‌اند.» نویسنده مجموعه، جی لندر، گفت: «جلسات ضبط همیشه سرگرم‌کننده بودند...» برای سه فصل اول، هیلنبرگ و درایمون در استودیو ضبط نشسته و بازیگران را کارگردانی کردند. آندریا رومانو در فصل چهارم کارگردان صدا شد، و تام کنی در فصل نهم این نقش را بر عهده گرفت. چهارشنبه‌ها روز ضبط است، همان برنامه‌ای که گروه از سال ۱۹۹۹ دنبال کرده‌اند. ناظر انتخاب بازیگران، جنی مونیکا هموند، گفت: «من چهارشنبه‌ها را دوست داشتم».

### انیمیشن
تقریباً ۵۰ نفر به صورت گروهی برای انیمیشن و تولید یک قسمت از باب‌اسفنجی شلوارمکعبی کار می‌کنند. در طول مدت پخش این مجموعه، تولید آن به طور داخلی در استودیوی انیمیشن نیکلودئون در بربنک، کالیفرنیا انجام شده است. انیمیشن‌های نهایی در خارج از کشور در استودیوهای روف درافت کره، ال‌تی‌دی، در کره جنوبی انجام می‌شود. تیم کالیفرنیا هر قسمت را استوری‌برد می‌کند که سپس به عنوان الگوهایی برای تیم روف درافت استفاده می‌شود، که هر صحنه را به صورت دستی انیمیشنی می‌کنند، هر سل را در رایانه‌ها رنگ‌آمیزی کرده و پس‌زمینه‌ها را نقاشی می‌کنند. قسمت‌ها در کالیفرنیا تکمیل می‌شوند، جایی که ویرایش و افزودن موسیقی بر روی آن‌ها انجام می‌گیرد.
در فصل اول، مجموعه از سل انیمیشن استفاده کرد. در سال بعد، تغییر به انیمیشن جوهری دیجیتال و رنگ‌آمیزی صورت گرفت. در سال ۲۰۰۹، تهیه‌کننده اجرایی، پائول تیبیت گفت: «فصل اول باب‌اسفنجی به روش قدیمی روی سل‌ها انجام شد و هر سل باید به صورت جزئی رنگ‌آمیزی می‌شد، اجازه می‌دادیم خشک شود و سپس رنگ‌های دیگری به آن اضافه می‌شد. این هنوز یک جنبه زمان‌بر از فرایند است، اما روش دیجیتال به معنای آن است که اصلاحات به سرعت انجام می‌شود».
در سال ۲۰۰۸، تیم تولید شروع به استفاده از وکوم سینتیکز برای طراحی‌ها به جای مداد کرد. قسمت «آفت غربی» از فصل پنجم، که یکی از ویژه‌برنامه‌های نیم‌ساعته است، اولین قسمتی بود که تیم از این روش استفاده کرد. طراح پس‌زمینه سریال، کنی پیتنجر، گفت: «تنها تفاوت واقعی بین شیوه‌ طراحی ما اکنون و شیوه‌ طراحی آن زمان این است که در فصل پنجم مداد و کاغذ را کنار گذاشتیم». انتقال به وکوم سینتیکز به طراحان و انیماتورها این امکان را داد تا بر روی صفحه‌ نمایش‌های کامپیوتری طراحی کنند و تغییرات فوری ایجاد کنند یا اشتباهات را برطرف کنند. پیتنجر گفت: «بسیاری از نئولودیت‌ها—اوه... منظورم این است که بسیاری از همکاران من—از کار کردن با آنها خوششان نمی‌آید، اما من آنها را مفید می‌دانم. البته هیچ چیزی نمی‌تواند جایگزین حس فوری طراحی روی یک تکه کاغذ شود، اما مزاحمت‌های دیجیتالی دریایی هنوز هم بسیار سرگرم‌کننده است».
از سال ۲۰۰۴، تیم باب‌اسفنجی به‌طور دوره‌ای با استودیوی انیمیشن اسکرین نولتیز مستقر در لس‌آنجلس همکاری کرده است تا بخش‌های استاپ‌موشن را برای قسمت‌های ویژه تولید کند. این استودیو برای اوج فیلم سینمایی اول، یک صحنه کوتاه پویانمایی خمیری را تولید کرد که بعد بصری خاصی به فیلم افزود. پس از این موفقیت اولیه، اسکرین نولتیز دوباره در سال ۲۰۰۹ برای تولید یک افتتاحیه ویژه به مناسبت دهمین سالگرد مجموعه دعوت شد. همچنین، موجودی به نام ابومینبل اسنومولسک، که نوعی موجود شبیه به هشت‌پا است و نقش منفی قسمت دو ساعته «فروزن فیس‌آف» را ایفا می‌کند، توسط این شرکت انیمیشن‌سازی شد. گزارش‌های شبکه جهانی انیمیشن حاکی از آن است که «در تیم خلاق باب‌اسفنجی، همواره صحبت‌هایی درباره انجام یک پروژه بزرگتر با اسکرین نولتیز مطرح بوده است. این امر منجر به درخواست از این گروه برای ساخت یک قسمت که به‌طور کامل با استاپ‌موشن انیمیشن‌سازی شود، شد که در سال ۲۰۱۱ به تصویر درآمد و با نام «این یک کریسمس است باب‌اسفنجی» منتشر شد. این قسمت شخصیت‌های مجموعه را به گونه‌ای بازآفرینی کرد که به فیلم‌های تعطیلاتی رایکن/باس شباهت داشتند.
مواد غیرمعمولی مانند جوش شیرین، درخشش‌دهنده، تراشه‌های چوب و غلات صبحانه به مقادیر زیاد برای ساخت دکورهای ویژه استفاده شدند. اعضای تیم اسکرین نولتیز یک جایزه و دو نامزدی در سی‌امین جوایز آنی دریافت کردند، همچنین یک نامزدی در جوایز گلدن ریل در سال ۲۰۱۳، و یک نامزدی در جشنواره بین‌المللی فیلم‌ انیمیشن انسی در سال ۲۰۱۳ برای انیمیشن این قسمت کسب کردند. این تیم یک عروسک دلفین به نام بابلز ساختند که صدای آن را مت بری، برای فیلم باب‌اسفنجی: اسفنج بیرون از آب، ارائه داده بود. بخش‌هایی که با بابلز مرتبط بودند شامل ترکیبی از انیمیشن استاپ موشن و انیمیشن سنتی بود. یک ویژه‌نامه دیگر که به صورت استاپ‌موشن انیمیشن شده و با موضوع هالووین بود و از مدل‌های شخصیت الهام‌گرفته از رنکین/بس استفاده می‌کرد، برای فصل ۱۱ تولید شد.

### موسیقی
موسیقی این برنامه ابتدا عمدتاً شامل نیمه و موسیقی هاوایی به سبک روی اسمک و پی‌وی هرمن بود که هنوز هم سبک اصلی برنامه در قسمت‌های اولیه به شمار می‌رود. اما در حال حاضر شامل عناصر فیلم نوآر، موسیقی داستان وست ساید از آثار هنری هنری مانچینی، جری گلدسمیت و استیون اسپیلبرگ است. همچنین آهنگ‌های سبک برادوی و قطعات عجیب و غریب و خنده‌دار را نیز شامل می‌شود. من سعی می‌کنم مرزها را در این برنامه جابجا کنم بدون اینکه در مسیر داستان قرار بگیرم و سعی می‌کنم همه چیز را تا حد ممکن خنده‌دار و مسخره نگه دارم.

–نیکولاس کار، تدوین‌گر موسیقی
مارک هریسون و بلیز اسمیت آهنگ تم باب‌اسفنجی شلوارمکعبی را ساخته‌اند. متن این آهنگ توسط استیون هیلنبرگ و کارگردان نوآوری اصلی مجموعه، درک درایمون نوشته شده است. ملودی این آهنگ از نیمه «منفجر کردن مرد» الهام گرفته شده است. در ابتدا، یک نقاشی زنگ روغن از یک دزد دریایی در توالی افتتاحیه استفاده می‌شود که به آن «پینتی دزد دریایی» گفته می‌شود. به گفته تام کنی، هیلنبرگ این نقاشی را «سال‌ها پیش» از یک فروشگاه باقیمانده پیدا کرد. پاتریک پینی، صدای پینتی دزد دریایی را به عهده دارد و در حال خواندن آهنگ تم به عنوان این شخصیت است. لب‌های هیلنبرگ بر روی نقاشی اعمال شده و با متن حرکت می‌کند. کنی به طعنه گفت که این «نزدیک‌ترین نگاهی است که اکثر طرفداران باب‌اسفنجی به استیون هیلنبرگ خواهند داشت»، به خاطر طبیعی بودن او.
نسخه‌ای از این آهنگ توسط آوریل لوین در موسیقی فیلم باب‌اسفنجی شلوارمکعبی منتشر شده است. همچنین نسخه‌ای دیگر توسط گروه ویولنت فیمیز به عنوان ترویج زمانی که این مجموعه به زمان اصلی منتقل شد، از شبکه نیکلودئون پخش شد.
استیون بلفر، یکی از دوستانش هیلنبزگ از کال‌آرتز، موسیقی که در پایان تیتراژ پخش می‌شود را نوشت و اجرا کرد. این تم شامل موسیقی یوکللی به درخواست هیلنبرگ است. درک درایمون گفت: «خیلی وقت پیش است، سخت است که مطمئن باشیم، اما یادم می‌آید هیلنبرگ موسیقی بلفر را از ابتدا داشته، شاید قبل از قسمت آزمایشی».
تدوین‌گر موسیقی مجموعه و آهنگساز اصلی نیکولاس کار است. بعد از کار کردن با هیلنبرگ در زندگی مدرن روکو، او برای پیدا کردن یک شغل جدید در زمینه خود با مشکل مواجه شد. او قبل از اینکه هیلنبرگ به او پیشنهاد شغل دهد، به تغییر شغل فکر کرده بود. موسیقی فصل اول عمدتاً شامل انتخاب‌هایی از کتابخانه موسیقی تولیدات وابسته است که کار گفته است شامل «موسیقی قدیمی و جالب هاوایی و موسیقی فیلم‌های ارکسترال بزرگ و دراماتیک» است. زندگی مدرن روکو نیز از این کتابخانه موسیقی استفاده می‌کرد. این تصمیم هیلنبرگ بود که این رویکرد را اتخاذ کند. کار انتخاب‌های باب‌اسفنجی شلوارمکعبی را «بسیار اغراق‌آمیزتر» از انتخاب‌های زندگی مدرن روکو توصیف کرده است.
هیلنبرگ احساس می‌کرد که توسعه یک کتابخانه موسیقی مستقل برای مجموعه اهمیت دارد، که شامل نمراتی باشد که می‌توانند در طول سال‌ها دوباره استفاده و ویرایش شوند. او می‌خواست این موسیقی‌ها توسط هنرمندان ناشناخته نوشته شود و گروهی متشکل از دوازده نفر تشکیل شد. آنها ارکستر غواصان اسفنج را تشکیل دادند که شامل کار و بلفر نیز می‌شود. این گروه بیشتر موسیقی فصل‌های بعدی را تأمین کرد، اگرچه کار هنوز از کتابخانه موسیقی تولیدات وابسته استفاده می‌کند و همچنین کتابخانه دیگری که خود تأسیس کرده است—شرکت موسیقی انیمیشن‌.

## انتشار

### پخش جریانی
باب‌اسفنجی شلوارمکعبی تا زمانی که قرارداد شرکت نتفلیکس با ویاکام در سال ۲۰۱۳ به پایان رسید، قابل پخش در نتفلیکس بود. همچنین، این مجموعه از سال ۲۰۱۲ تا ۲۰۱۶ در هولو در دسترس بود. پس از پایان قرارداد با نتفلیکس، این مجموعه در سال ۲۰۱۳ به آمازون پرایم ویدئو اضافه شد. به عنوان بخشی از برنامه بازسازی برند پارامونت پلاس، این مجموعه به همراه دیگر نمایش‌های ویاکام سی‌بی‌اس در تاریخ ۳۰ ژوئیه ۲۰۲۰ به این پلتفرم پیوست.
در حال حاضر، شش فصل اول این سریال بر روی آمازون پرایم ویدئو قابل پخش است و دوازده فصل اول از طریق پارامونت پلاس در دسترس می‌باشد. همچنین، این سریال برای پخش در نتفلیکس در کانادا نیز موجود است.

### رسانه خانگی
نسخه‌های دی‌وی‌دی باب‌اسفنجی شلوارمکعبی توسط سرگرمی خانگی پارامونت تحت برچسب نیکلودئون توزیع می‌شود.

## سالگردها

### دهمین سالگرد
ده سال. هرگز تصور نمی‌کردم که تا به این تاریخ و به این مدت روی این نمایش کار کنم... واقعاً فکر می‌کردم که شاید یک فصل را داشته باشیم و یک پیروان خاص به دست بیاوریم، و همین ممکن است تمام ماجرا باشد

—استیون هیلنبرگ
نیکلودئون جشن دهمین سالگرد این مجموعه را از ۱۸ ژانویه ۲۰۰۹ با یک خوانش زنده از قسمت «باب‌اسفنجی در مقابل بزرگ‌ترین» آغاز کرد. این خوانش—که برای این مجموعه اولین بود—در جشنواره فیلم ساندنس آن سال برگزار شد. این قسمت که در ۱۷ آوریل ۲۰۰۹ روی آنتن تلویزیون رفت، جانی دپ را به عنوان مهمان ویژه معرفی کرد. اقدامات دیگری که شبکه برای جشن این رویداد انجام داد شامل راه‌اندازی یک وب‌سایت جدید برای مجموعه (spongebob.com) و معرفی محصولات جدید بود. همچنین یک عنصر با مضمون «باب‌اسفنجی و محافظت از آب» به کمپین اجتماعی نیکلودئون به نام کمک بزرگ سبز اضافه شد. در یک مصاحبه، تام کنی گفت: «آنچه بیشتر از همه به آن افتخار می‌کنم این است که بچه‌ها هنوز هم واقعاً باب‌اسفنجی را دوست دارند و به آن اهمیت می‌دهند... آنها با اشتیاق منتظر قسمت‌های جدید هستند. افرادی که ۱۰ سال پیش وقتی شروع شد، بچه بودند هنوز آن را تماشا می‌کنند و از آن لذت می‌برند و فکر می‌کنند خنده‌دار است. این برای من مانند یک جام عشق است.»
سه شب قبل از تاریخ رسمی سالگرد، یک مستند یک ساعته درباره مجموعه به نام اسکوئر روتز: داستان باب‌اسفنجی شلوارمکعبی بر روی شبکه وی‌اچ‌وان پخش شد. ‌دو سازنده منتقد تحسین‌شده، پاتریک کریدون و کریستین اومالی، این فیلم را به عنوان دنباله‌ای بر مستند ال.او.یو.اس‌.ای— که وضعیت مالی آمریکا را بررسی می‌کرد— ساختند. کریدون در این باره اظهار داشت: «بعد از گذراندن دو سال برای بررسی سلامت مالی ایالات متحده، کریستین و من آماده بودیم که به موضوعی کمی شادتر بپردازیم. روایت داستان اسفنج‌باب به نظر می‌رسد که گزینه‌ای مناسب است.» در ۱۷ ژوئیه، شبکه نیکلودئون سالگرد رسمی مجموعه را با یک ماراتن تلویزیونی ۵۰ ساعته تحت عنوان «آخر هفته نهایی باب‌اسفنجی اسپانج‌بش» جشن گرفت. این ماراتن با قسمت جدیدی به نام «شلوار مکعبی داشتن یا نداشتن» آغاز شد. در روز شنبه، شمارش معکوس ده قسمت محبوب انتخاب شده توسط طرفداران به نمایش درآمده و همچنین فیلم باب‌اسفنجی شلوارمکعبی پخش شد. این ماراتن در روز یکشنبه با شمارش معکوس قسمت‌های انتخاب شده توسط سلبریتی‌ها و نمایش اولیه ده قسمت جدید به پایان رسید.
نیکلودئون به جشن سالگرد ادامه داد و در باقی‌مانده سال، یک مجموعه دی‌وی‌دی هشت‌قسمتی شامل شلوار مکعبی داشتن یا نداشتن را به‌زودی بعد از ماراتن، در ۲۱ ژوئیه منتشر کرد. سپس یک مجموعه دی‌وی‌دی ۱۴ قسمتی با عنوان اولین ۱۰۰ قسمت که شامل ۲۲۰۰ دقیقه محتوا بود، در ۲۲ سپتامبر منتشر شد. نهایتاً، در ۶ نوامبر، یک فیلم تلویزیونی یک ساعته تحت عنوان مکعب یا حقیقت در نیکلودئون به نمایش در آمد. این فیلم توسط ریکی جرویز روایت شده و شامل لایو اکشن سلبریتی‌های معروفی از جمله: رزاریو داوسون، کریگ فرگوسن، ویل فرل، تینا فی، لبرون جیمز، پینک، ترایمف سگ کمدین توهین‌کننده و رابین ویلیامز است. این فیلم به‌عنوان بخشی از یک مجموعه دی‌وی‌دی پنج‌قسمتی در تاریخ ۱۰ نوامبر ۲۰۰۹ منتشر شد.

### بیستمین سالگرد
در ۱۱ فوریه ۲۰۱۹، نیکلودئون اعلام کرد که برای جشن بیستمین سالگرد باب‌اسفنجی شلوارمکعبی مجموعه‌ای از جشن‌ها را به نام «بهترین سال تاریخ» برگزار خواهد کرد. به مناسبت این سالگرد، پنتون رنگ‌هایی به نام‌های «زرد باب‌اسفنجی شلوارمکعبی» و «صورتی پاتریک ستاره» ایجاد کرد تا توسط شرکای مجوز نیکلودئون استفاده شود. رومرو بریتو، جان برگرمن و جمعیت هنری فیلیپینی راز تازه از سوی نیکلودئون مأمور شدند تا آثار هنری مخصوص باب‌اسفنجی شلوارمکعبی را بسازند. برخی از این آثار قرار بود به محصولات تجاری تبدیل شوند. در ۱۲ فوریه، همزمان با اعلام «بهترین سال تاریخ» از سوی نیکلودئون، سینتیا رولی یک لباس مرطوب با تم باب‌اسفنجی شلوارمکعبی را در هفته مد نیویورک ارائه داد. یک ماه بعد، مارلو برولس «مجموعه آیکون» با تم باب‌اسفنجی شلوارمکعبی را در هفته مد آمستردام معرفی کرد. در آن تابستان، نایکی به همراه کایری اروینگ یک مجموعه کفش، لوازم جانبی و پوشاک با تم باب‌اسفنجی شلوارمکعبی عرضه کرد. در ژوئیه، برای نخستین بار، باب‌اسفنجی شلوارمکعبی به عنوان تم یک خط لوازم آرایشی معرفی شد که به عنوان یک پیشنهاد محدود توسط استودیوهای هیپ‌دات منتشر شد. «بهترین سال تاریخ» همچنین شامل یک کانال رسمی یوتیوب برای باب‌اسفنجی شلوارمکعبی و یک بازی موبایل جدید بر اساس این مجموعه به همراه خطوط جدید اسباب‌بازی‌ها بود.
«بهترین سال تاریخ» به‌طور رسمی در ۱۲ ژوئیه ۲۰۱۹ با نمایش تلویزیونی ویژه یک ساعته لایو اکشن/پویانمایی جشن تولد بزرگ باب‌اسفنجی آغاز شد. ا‌ین جشنواره در آن ماه در کامیک-کان سن دیگو ادامه یافت و شامل دو پنل، یک غرفه و فعالیت‌های مختلف مربوط به این مجموعه بود. «بهترین سال تاریخ» در روز آمازون پرایم به عنوان یک عرضه انحصاری و زودهنگام از باب‌اسفنجی شلوارمکعبی: بهترین ۲۰۰ قسمت تابه‌حال! معرفی شد؛ یک مجموعه دی‌وی‌دی ۳۰ عددی که شامل دو جعبه مجموعه، باب‌اسفنجی شلوارمکعبی: ۱۰۰ قسمت اول و باب‌اسفنجی شلوارمکعبی: ۲۰۰ قسمت بعدی بود. این مجموعه‌ها در ۲۷ اوت به‌طور گسترده‌ای در سراسر کشور منتشر شدند. «بهترین سال تاریخ» تا سال ۲۰۲۰ ادامه پیدا کرد و به عرضه فیلم باب‌اسفنجی: اسفنج فراری در ۱۴ اوت منتهی شد.

### بیست و پنجمین سالگرد
در ۲۲ مه ۲۰۲۴، نیکلودئون اعلام کرد که به مناسبت جشن بیست و پنجمین سالگرد باب‌اسفنجی شلوارمکعبی یک رویداد جهانی به نام «باب‌اسفنجی ۲۵» برگزار خواهد کرد.
«باب‌اسفنجی ۲۵» به طور رسمی در ۱۳ ژوئیه ۲۰۲۴ آغاز شد، با برگزاری جوایز انتخاب کودکان ۲۰۲۴ که توسط باب‌اسفنجی و پاتریک ستاره میزبانی شد. در هفته بعد، نیکلودئون مجموعه‌ای از قسمت‌های باب‌اسفنجی شلوارمکعبی را با ایستراگ‌ها و ارجاعات به قسمت‌های قبلی این مجموعه پخش کرد.
همکاری کربی پتی کولب در ۸ اکتبر ۲۰۲۴ آغاز شد، که در آن وندیز و چندین رستوران محلی همکاری کردند تا تفسیرهای خود را از کربی پتی‌های واقعی ارائه دهند.
یک قسمت ویژه تلویزیونی یک ساعته به نام کمپ کریپ‌اوی در ۱۰ اکتبر ۲۰۲۴ از نیکلودئون و پارامونت پلاس پخش شد.
باب‌اسفنجی شلوارمکعبی: بهترین ۳۰۰ قسمت تابه‌حال که یک مجموعه دی‌وی‌دی ۴۴ عددی از سه جعبه مجموعه، شامل باب‌اسفنجی شلوارمکعبی: ۱۰۰ قسمت اول، باب‌اسفنجی شلوارمکعبی: ۱۰۰ قسمت بعدی و باب‌اسفنجی شلوارمکعبی: ۱۰۰ قسمت دیگر بود، در ۱۵ اکتبر ۲۰۲۴ منتشر شد.

## سینمایی‌های باب‌اسفنجی
فیلم باب اسفنجی شلوار مکعبی: اولین سینمایی باب اسفنجی که در ۱۴ نوامبر سال ۲۰۰۴ اکران شد و ۱۴۰ میلیون دلار در سراسر دنیا فروش کرد. داستان این سینمایی دربارهٔ دزدیده شدن تاج شاه نپتون و بردن به شهر ممنوعه توسط پلانکتون و پس دادن آن به شاه نپتون توسط باب اسفنجی و پاتریک است. این سینمایی از بقیه باب اسفنجی‌ها جدا است
نمایش باب اسفنجی: یک مینی فیلم ۵۵ دقیقه ای است که ماجرهای مختلفی را در این مراسم بیان می‌کند که در واقع به مناسب ۱۰ مین سالگرد ساخت سریال باب اسفنجی ساخته شده.
باب اسفنجی شلوارنتیس: یک روز باب اسفنجی به همراه پاتریک داشت حباب درست می‌کرد اما یک دفعه یک حباب ساخت که باب اسفنجی و پاتریک را درون آن گیر انداخت و آنها داد زدند و کمک خواستند و حباب به داخل یک غار رفت و...
فیلم باب‌اسفنجی: اسفنج بیرون از آب باب اسفنجی در خشکی: در سال ۲۰۱۱ اعلام شد که دومین سینمایی باب اسفنجی در حال ساخت است و سرانجام دومین فیلم سینمایی باب اسفنجی در فوریه ۲۰۱۵ منتشر شد و ۳۲۵ میلیون دلار در سراسر دنیا فروش کرد. داستان این سینمایی دربارهٔ مخفی شدن ناگهانی فرمول همبرگر توسط ریش برگر و مجبور شدن شخصیت‌ها به رفتن به ساحل و خشکی است.
جشن تولد بزرگ باب‌اسفنجی (۲۰۱۹) (در ایران با نام "دورهمی اسفنجی") یک مینی فیلم دیگر ۴۵ دقیقه ای که دربارهٔ تولد باب اسفنجی و رفتن باب اسفنجی با آکواریومی به خشکی است که در همین حال اهالی شهر بیکینی باتم در حال آماده کردن تجهیزاتی برای سورپرایز کردن باب‌اسفنجی اند، که به مناسب بیستمین سالگرد ساخت فیلم باب اسفنجی ساخته شده.
فیلم باب‌اسفنجی: اسفنج در حال فرار (۲۰۲۰)
چند ماه بعد از پایان فیلم سینمایی دوم باب اسفنجی اعلام شد که سومین فیلم باب اسفنجی در حال ساخت است و سومین فیلم سینمایی باب اسفنجی با نام باب اسفنجی: اسفنج در حال فرار در پنجم نوامبر ۲۰۲۰ منتشر شد. داستان این فیلم دربارهٔ دزدیده شدن گری توسط پوسایدون است که باب‌اسفنجی و پاتریک برای پیدا کردن گری به یک مأموریت در شهر گمشده آتلانتیس می‌روند. این فیلم همچنین برای اولین بار منشأ دیدار باب‌اسفنجی با گری را فاش می‌کند. این سینمایی از بقیه سینمایی‌ها جدا است
فیلم باب اسفنجی:نجات بیکینی باتم   (۲۰۲۴)
همه چیز از آنجایی آغاز می‌شود که شهر بیکینی باتم ناگهان از اقیانوس بیرون می‌آید، حالا باب اسفنجی فرصت پیدا می‌کند تا همراه دوستش سندی چیکس سری به ایالت زادگاه او یعنی تگزاس زده و با خانواده‌اش دیدار کند. دراین بین آن‌ها سعی می‌کنند راهی هم برای نجات شهر خود پیدا کرده و نقشه‌هایی شرورانه را خنثی کنند.

## مجموعه تلویزیونی اسپین آف
کمپ کورال مجموعه تلویزیونی پیش‌درآمد اسپین آفی از سریال باب اسفنجی است. این مجموعه تلویزیونی دارای ۱۳ قسمت است و داستان ۱۰ سالگی باب اسفنجی همراه با دوستانش در کمپ کورال را نشان می‌دهد در ۴ ژوئن ۲۰۱۹ اعلام شد که این سریال در حال توسعه است که باب اسفنجی ۱۰ ساله با تمام دوستانش تابستان را در اردو گاه تابستانی می‌گذراند. در ۳۰ ژوئیه ۲۰۲۰ اعلام شد این سریال در ۴ مارس ۲۰۲۱ از سی بی اس پخش خواهد شد.
و یکی دیگر از مجموع‌های اسپین اف شوی پاتریک ستاره است که پخش شده‌است.

## فصل‌ها
تا کنون سیزده فصل از این سریال ساخته و پخش شده‌است:
- باب‌اسفنجی شلوار مکعبی (فصل اول)
- باب‌اسفنجی شلوار مکعبی (فصل دوم)
- باب‌اسفنجی شلوارمکعبی (فصل سوم)
- باب‌اسفنجی شلوارمکعبی (فصل چهارم)
- باب‌اسفنجی شلوارمکعبی (فصل پنجم)
- باب‌اسفنجی شلوارمکعبی (فصل ششم)
- باب‌اسفنجی شلوارمکعبی (فصل هفتم)
- باب‌اسفنجی شلوارمکعبی (فصل هشتم)
- باب‌اسفنجی شلوارمکعبی (فصل نهم)
- باب‌اسفنجی شلوارمکعبی (فصل دهم)
- باب‌اسفنجی شلوارمکعبی (فصل یازدهم)
- باب‌اسفنجی شلوارمکعبی (فصل دوازدهم)
- باب‌اسفنجی شلوارمکعبی (فصل سیزدهم)